# Gohlis (Leipzig)
Gohlis ist ein Stadtteil im Norden Leipzigs. Er ist in drei Ortsteile (Gohlis-Süd, -Mitte und -Nord) eingeteilt, die alle zum Stadtbezirk Nord gehören.
Gohlis war ehemals ein Dorf und Rittergut bzw. ab 1838 eine sächsische Landgemeinde, die 1890 mit der benachbarten Stadt Leipzig vereinigt wurde. Der Stadtteil ist zu weiten Teilen von Altbau-Wohngebieten aus dem späten 19. und der ersten Hälfte des 20. Jahrhunderts geprägt.

## Lage

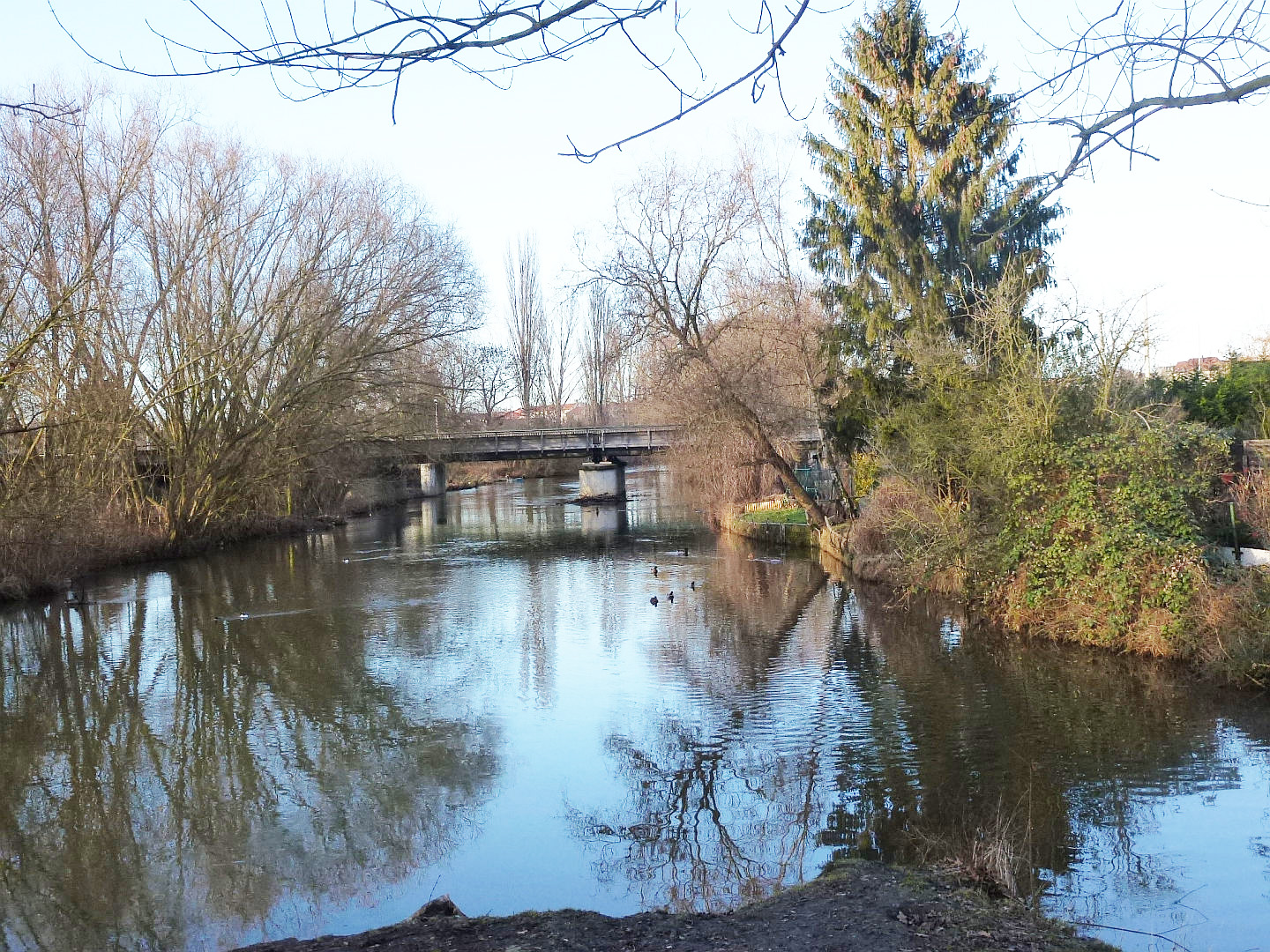
Mündung der Parthe in die Weiße Elster am Westrand von Gohlis

Der alte Ortskern befand sich am nordöstlichen Rand der Elster-Luppe-Aue, nördlich der Mündung der von Nordosten kommenden Nördlichen Rietzschke in die hier von Südost nach Nordwest fließende Parthe, er lag südlich der alten Schkeuditzer Landstraße (heute: Georg-Schumann-Straße) zwischen der Stadt Leipzig im Südosten und dem Dorf Möckern im Nordwesten.
Die heutige Gemarkung Gohlis grenzt im Süden an das Rosental, im Südosten an die Leipziger Nordvorstadt (Ortsteil Zentrum-Nord), im Osten an Eutritzsch (die Flurgrenze folgt ungefähr dem Verlauf der Nördlichen Rietzschke, die jedoch südlich des Arthur-Bretschneider-Parks unterirdisch kanalisiert ist), im Norden an Wiederitzsch (getrennt durch den Gohliser Flurgrenzgraben) und im Westen an Möckern (Flurgrenze entlang der Olbricht- und Bothestraße).

## Orts- und Baugeschichte

### Als Dorf und Rittergut

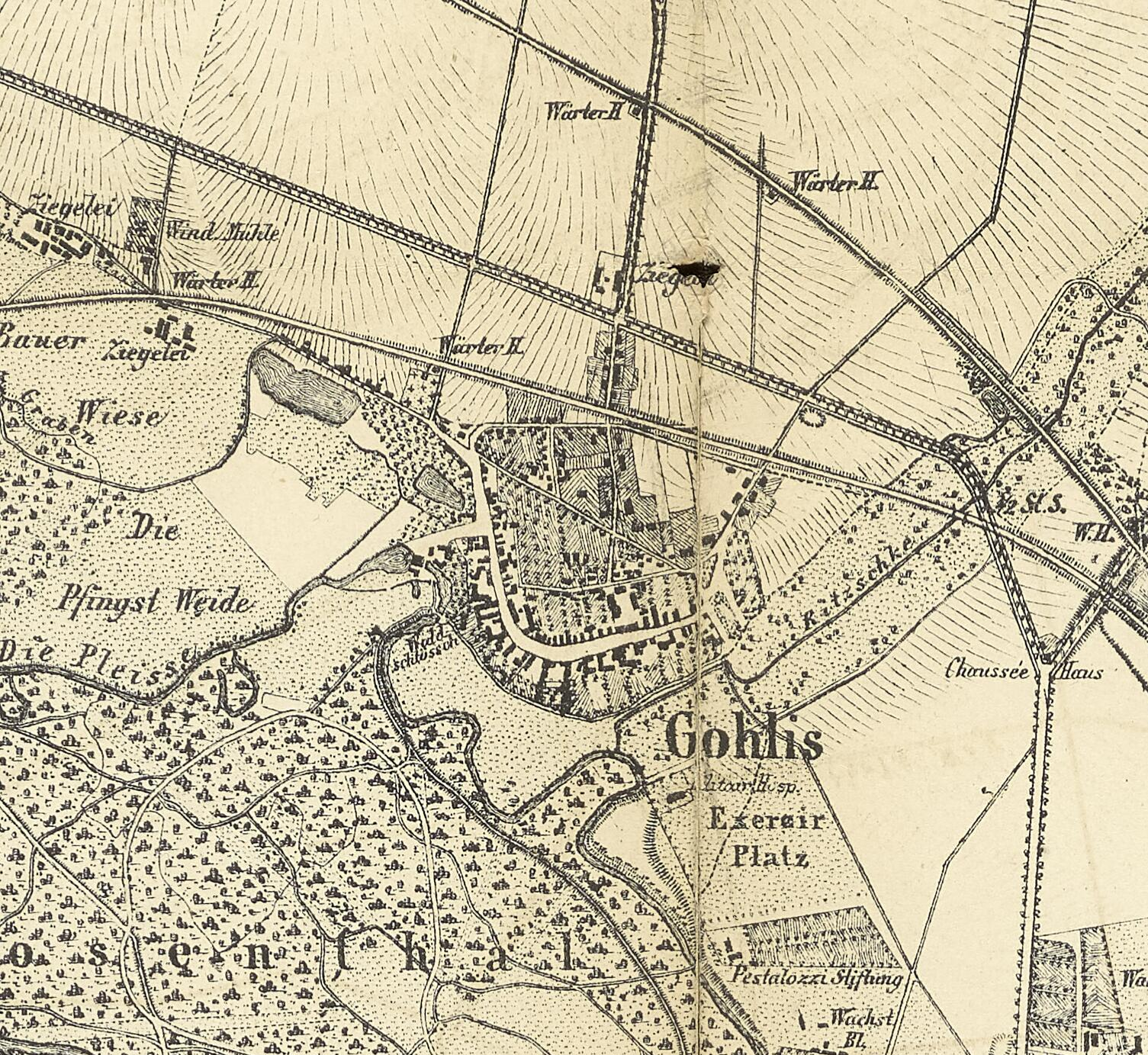
Gohlis auf einer Karte von 1863

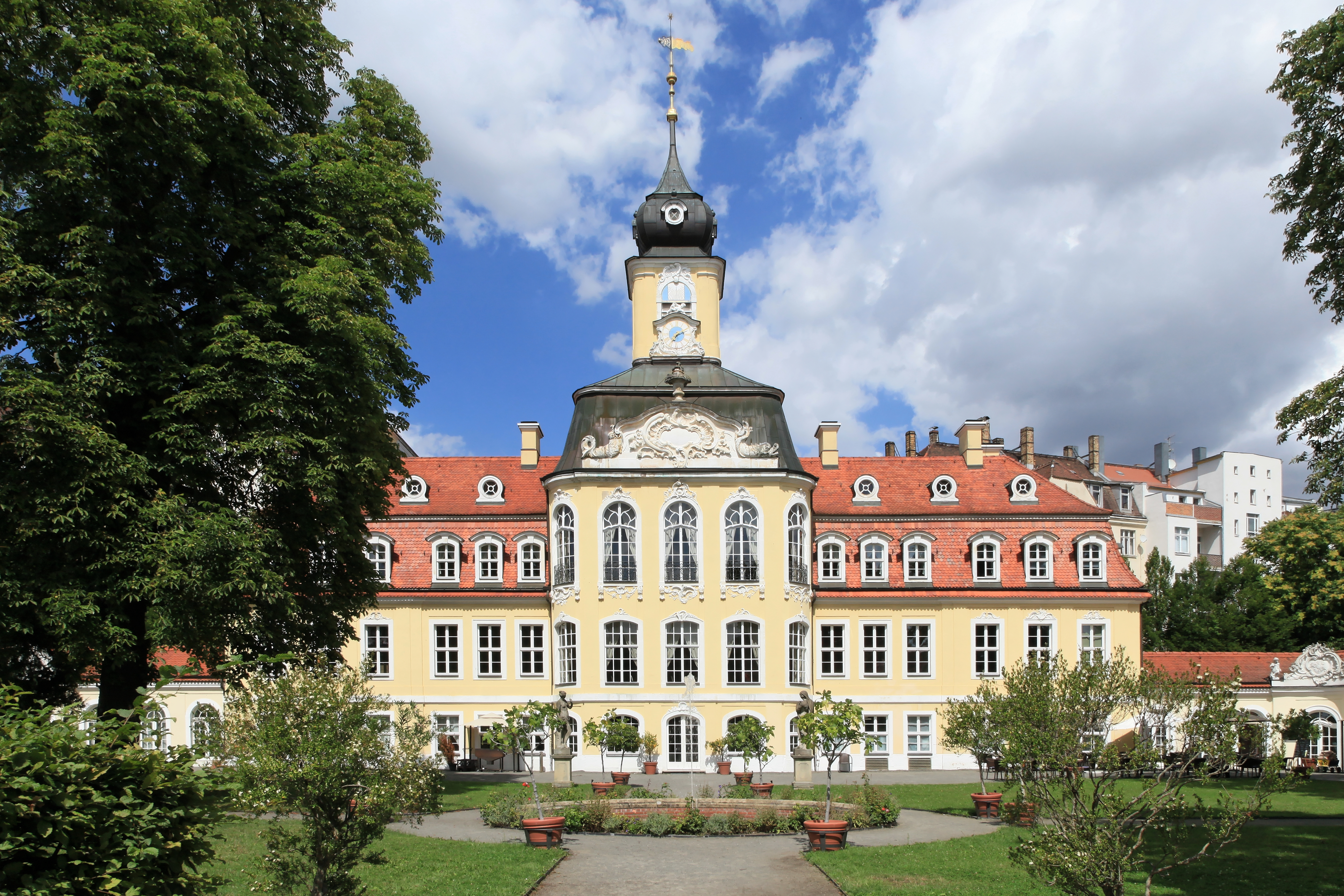
Gohliser Schlösschen, von Süden aus gesehen

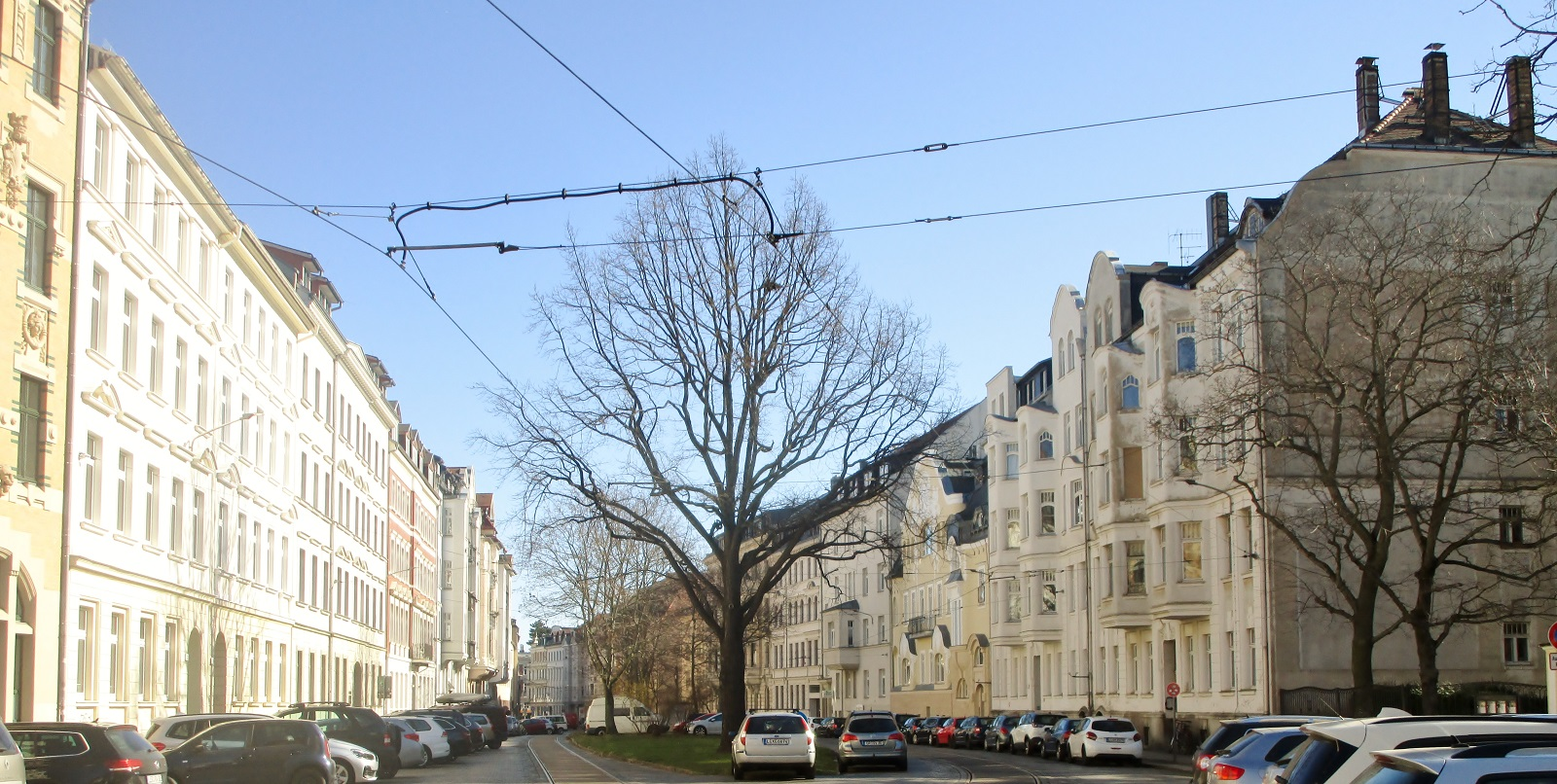
Menckestraße: Die Mittelfläche erinnert an den Dorfanger und die erste Schule des Dorfes

Das Dorf Gohlis wurde wahrscheinlich von westslawischen (sorbischen) Siedlern im 7. Jahrhundert angelegt. Frühere Namensformen waren Golitz, Goliz oder Golis. Der altsorbische Wortstamm gol bedeutet kahl, öde und ist vielleicht ein Bezug auf die waldfreie unmittelbare Umgebung des Dorfes, die Endung -its/-itz ist typisch für slawische Dörfer.
Im Zuge der deutschen Ost-Expansion ließen sich vermutlich um das Jahr 1000 flämische Siedler hier nieder. Aus dem Jahr 1317 stammt die älteste bekannte Urkunde, in der das Dorf anlässlich einer Landschenkung an das Zisterzienserinnenkloster St. Georg erwähnt wird.
Landesherren von Gohlis waren die Markgrafen von Meißen bzw. von Landsberg und später die ernestinischen Kurfürsten von Sachsen (1423–1485), die albertinischen Herzöge, Kurfürsten und Könige von Sachsen. Innerhalb des sächsischen Staates gehörte das Dorf Gohlis in das Kreisamt Leipzig. 1539 wurde die lutherische Reformation eingeführt, ab 1544 war die Pfarrei des benachbarten Eutritzsch auch für Gohlis zuständig. Das Dorf Gohlis gehörte zur Grundherrschaft des Ritterguts Gohlis, damit unterstand es juristisch dessen Patrimonialgerichtsbarkeit. Im Schmalkaldischen Krieg wurde das Dorf 1547 von Leipzigern niedergebrannt. Im Dreißigjährigen Krieg wurde es zwischen 1631 und 1649 fünfmal verwüstet und niedergebrannt.
1659 erwarb der Leipziger Medizinprofessor Michael Heinrich Horn († 1681) das Rittergut und die Grundherrschaft in Gohlis. Das Dorf erhielt 1685 eine eigene Schule, die in der Mitte der Dorfstraße gebaut wurde. An der Stelle befindet sich in der heutigen Menckestraße eine Verkehrsinsel. Von 1720 bis 1726 war der Leipziger Juraprofessor Lüder Mencke Gutsbesitzer und Richter von Gohlis. Er gab eine Dorfordnung heraus, durch die das bis dahin geltende flämische Erbrecht abgelöst wurde. Im Zweiten Schlesischen Krieg lagerte 1745 das sächsische Heer unter Rutowski bei Gohlis, im November desselben Jahres wurde das Dorf von Husaren geplündert.
1755/56 ließ sich der Leipziger Ratsherr Johann Caspar Richter (1708–1770) auf zwei benachbarten Bauerngütern in Gohlis ein Sommerpalais im Rokoko-Stil erbauen. Das Gohliser Schlösschen genannte Gebäude wird heute für kulturelle und gastronomische Zwecke genutzt. Der Historiker Johann Gottlob Böhme heiratete 1771 Richters Witwe Christiana Regina (geb. Hetzer) und wurde so Erb-, Lehn- und Gerichtsherr von Gohlis. Das Schulgebäude wurde 1774 aufgestockt und erhielt einen Betsaal. Das Gebäude in der Dorfmitte beherbergte neben der Schulstube auch die Lehrerwohnung, einen kleinen Anbau für den Spritzenwagen sowie später das Gefängnis mit Pranger. In dieser Zeit entwickelte sich Gohlis zu einem beliebten Ausflugsziel des Leipziger Bürgertums. Der Reim „Wem nicht wohl ist, der geh’ nach Gohlis!“ wird Johann Wolfgang Goethe zugeschrieben, der in den 1760er-Jahren in Leipzig studierte. Er nimmt Bezug auf die gesundheitsfördernde Wirkung der frischen Landluft an den Pleißeauen im Gegensatz zur stickigen Stadtluft. Im Volksmund entwickelte sich daraus der Ausspruch „Wem es wohl ist“ bzw. „Wem’s zu wohl ist, der geht nach Gohlis“, um auszudrücken, dass sich nur die Bessergestellten die Sommerfrische in Gohlis leisten konnten.

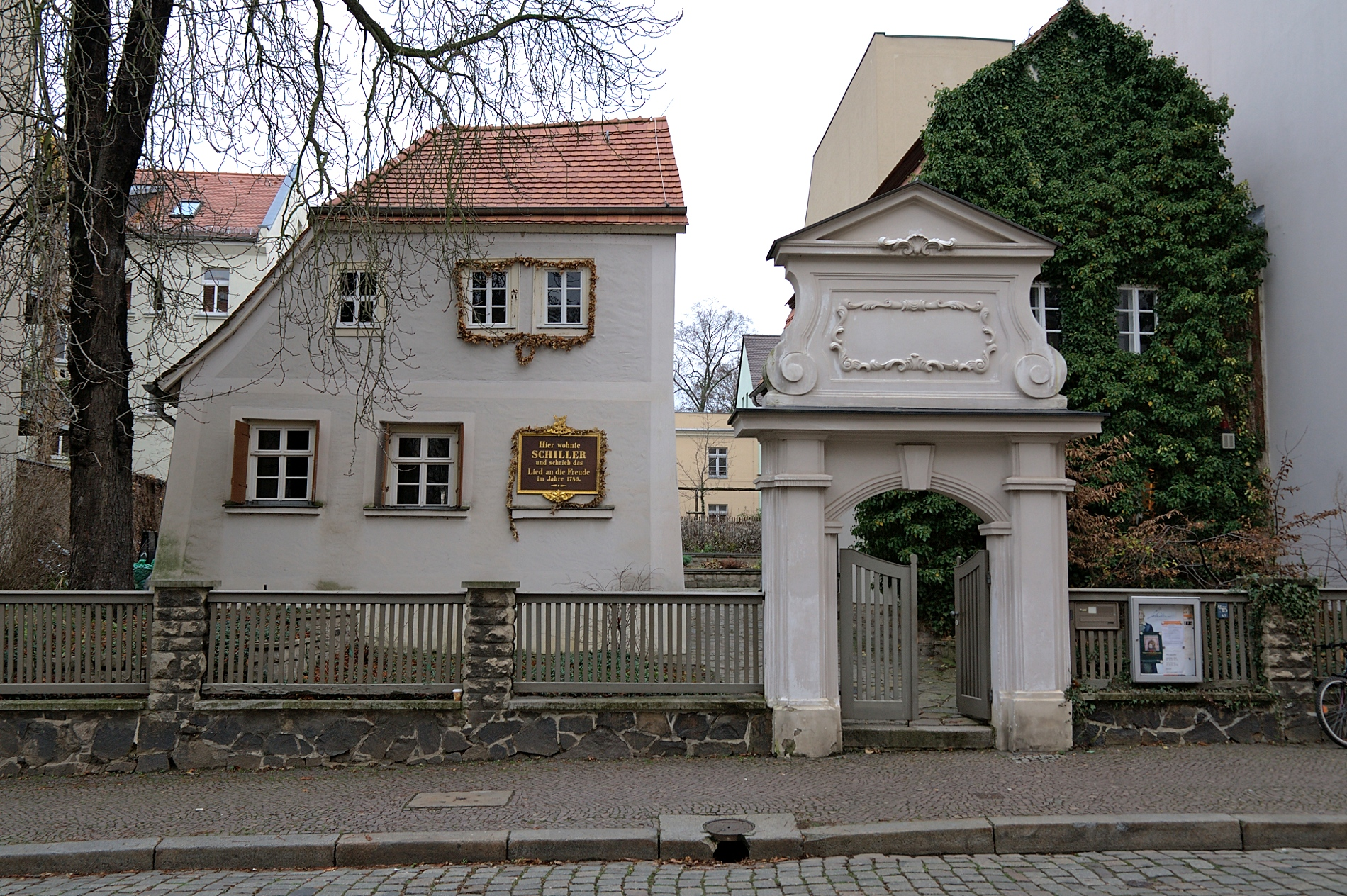
Schillerhaus, gesehen von der Menckestraße

Nach dem Tod des Ehepaars Böhme erbte Christiana Marias Bruder Johann Hieronymus Hetzer das Gut und das Schlösschen, das sich unter seiner Ägide bis 1788 zum „Musenhof am Rosental“ entwickelte. Zu seinen Gästen zählten 1785 Friedrich Schiller und der Freundeskreis um Christian Gottfried Körner. Schiller arbeitete in Gohlis am zweiten Akt des „Don Carlos“, bearbeitete den „Fiesco“ und schrieb die erste Fassung des Gedichts „An die Freude“. Das Bauernhaus, in dem Schiller wohnte, ist das älteste erhaltene Haus von Gohlis. Es wurde um 1700 erbaut und ist seit dem 18. Jahrhundert wohl kaum verändert worden. 1841 richtete der Leipziger Schillerverein hier eine Gedenkstätte ein, die heute noch als Museum (Schillerhaus) besteht. In diesem ist auch ein Modell des Dorfes Gohlis Ende des 18. Jahrhunderts zu sehen.
Seit 1793, als die Stadt Leipzig Besitzer des Rittergutes Gohlis wurde, lag die niedere Gerichtsbarkeit bei der Stadt Leipzig, die sie auch nach dem Verkauf des Ritterguts an die Familie von Alvensleben im Jahr 1832 behielt. Im Zusammenhang mit der Völkerschlacht bei Leipzig 1813 diente das Schlösschen zunächst der französischen Armee, dann dem russischen General Wintzingerode als Hauptquartier. Von 1847 bis 1863 war das Gut im Besitz des Musikers Gebhard von Alvensleben, dessen Briefe an seine Freundin Bettina von Arnim vom damaligen Leben in Gohlis zeugen.

### Als Landgemeinde

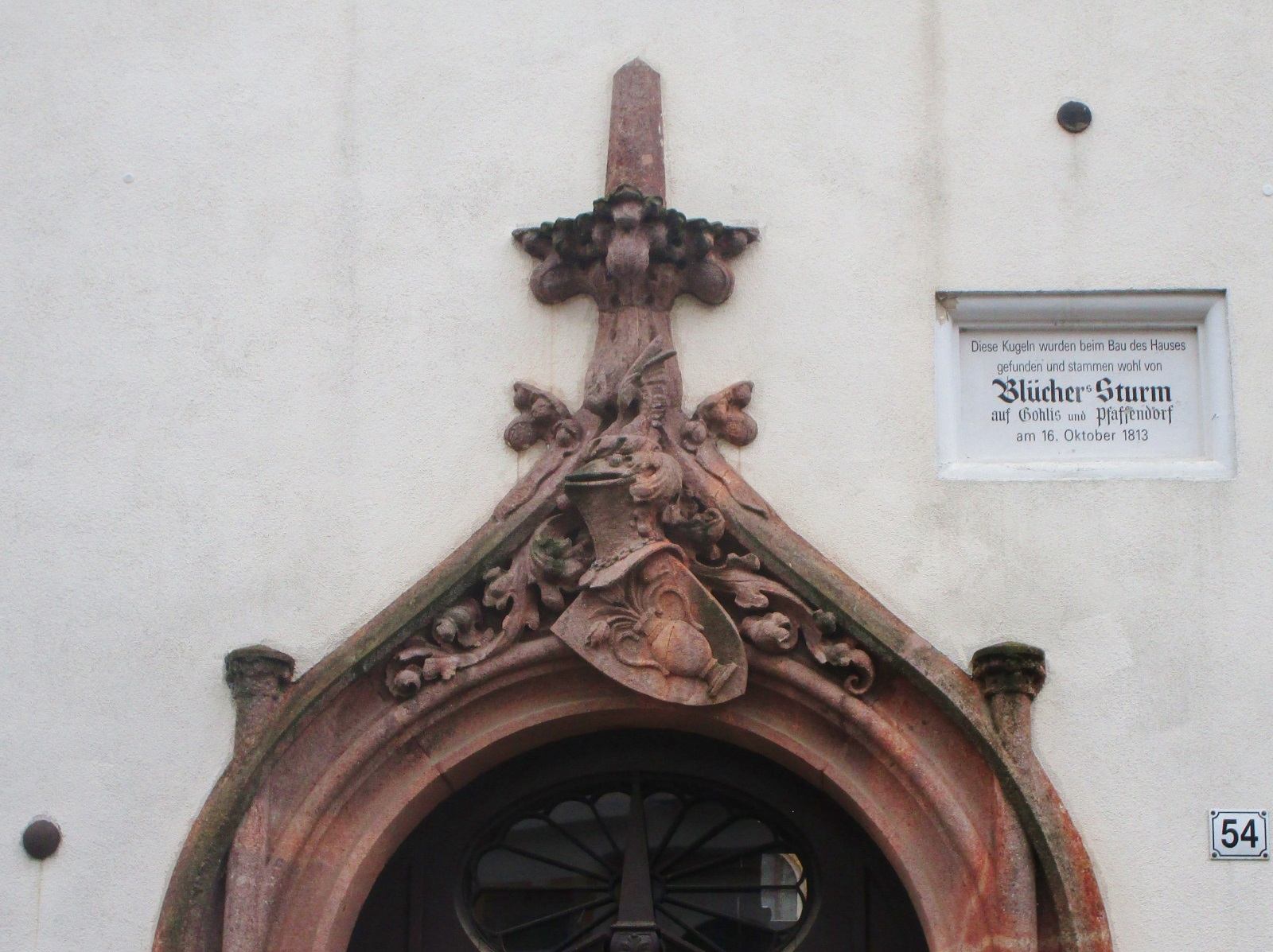
Eingemauerte Kugeln aus der Völkerschlacht

Im Jahr 1835 umfasste das Dorf 30 Magazinhufen Land, 54 Häuser und 578 Einwohner. Durch die Sächsische Landgemeindeordnung von 1838 wurde das Dorf Gohlis eine eigenständige Gemeinde und erhielt das Recht zur Selbstverwaltung. Durch die Magdeburg-Leipziger Eisenbahn bekam Gohlis 1840 einen Eisenbahnanschluss. Der Raubmörder Johann David Saupe wurde am 18. November 1840 in Gohlis hingerichtet. Am 23. August 1842 wurde dort der Buchbindergeselle Johann Heinrich Ernst Seifarth aus Altenburg enthauptet – dies war die letzte Hinrichtung in Gohlis.

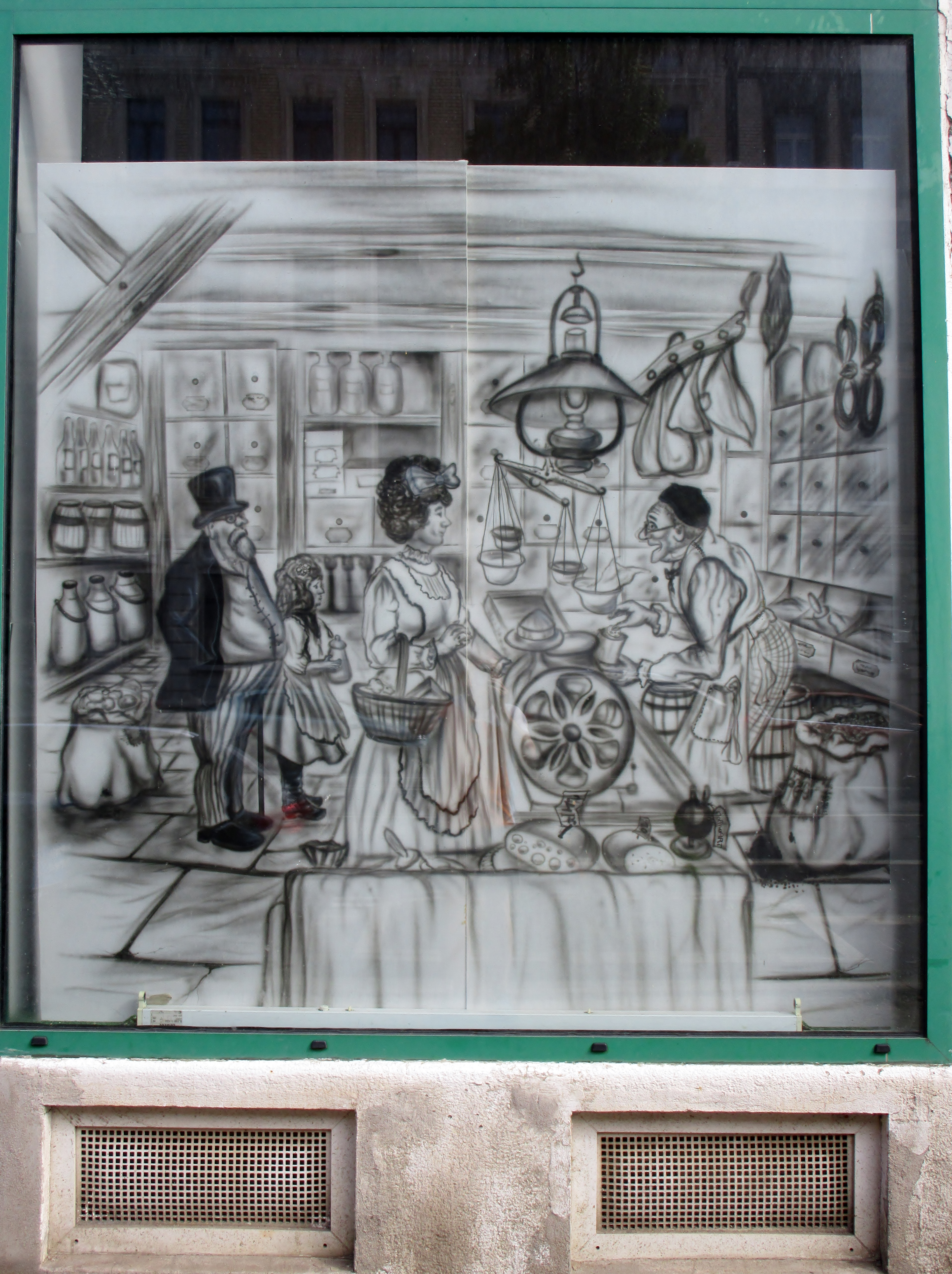
Ladenschaufenster an der Georg-Schumann-Straße

Die Bevölkerungszahl stieg zwischen 1834 und 1871 von 629 auf 5.015. Dieses rapide Wachstum erforderte auch neue Einrichtungen: 1860–61 wurde ein neues Schulgebäude am damaligen Lindenplatz (heute Kirchplatz) erbaut; 1864 wurde in der Menckestraße eine Postanstalt eröffnet; 1868 wurde der bis heute genutzte Friedhof am Viertelsweg eingeweiht. Gohlis, das bis dahin zur Pfarrei Eutritzsch gehörte, bildete ab 1870 ein eigenes Kirchspiel.
Von 1873 bis zur Eingemeindung 1890 gehörte die Landgemeinde Gohlis zur Amtshauptmannschaft Leipzig. Am 20. Januar 1873 wurde die Gemeinde Gohlis durch die Gohliser Straßenbahntrasse (blaue Linie der Leipziger Pferdebahn) an das Nahverkehrsnetz der Stadt Leipzig angeschlossen. Das heutige Erscheinungsbild von Gohlis-Süd und -Mitte entstand größtenteils während der Gründerzeit (1870–1914), es ist in weiten Teilen von Blockrandbebauung mit drei- bis viergeschossigen Mehrfamilienhäusern geprägt. 1881 verlegte Adolf Bleichert seine Fabrik für Drahtseilbahnen nach Gohlis. Der westliche Teil von Gohlis-Mitte und -Nord, am Übergang zu Möckern, war ab Ende des 19. Jahrhunderts von ausgedehnten Kasernengeländen und Siedlungen für Militärs geprägt.

### Als Stadtteil von Leipzig

Der Bebauungsplan 1 vom 21. Mai 1898 gab dem damaligen „Neu-Gohlis“ (heute Gohlis-Mitte) die bis heute erhaltene städtebauliche Grundstruktur

Am 1. Januar 1890 wurde die Gemeinde Gohlis, die damals 19.312 Bewohner zählte, in die Stadt Leipzig eingemeindet. Ab 1898 wurde die Bebauung jenseits der Eisenbahnlinie weit nach Norden ausgedehnt. Das damalige „Neu-Gohlis“ entspricht etwa dem heutigen Ortsteil Gohlis-Mitte. Im „Militärischen Viertel“ unmittelbar östlich des Kasernengebiets entstanden herrschaftliche Stadtvillen. Einfacher gehalten waren die meist viergeschossigen Mietshäuser in Blockrandbebauung des „Französischen Viertels“. Die Straßen wurden nach Orten und Heerführern des Deutsch-Französischen Kriegs benannt – nach 1945 wurden sie durch Namen von Widerstandskämpfern gegen den Nationalsozialismus ersetzt. Um die Jahrhundertwende hatte Gohlis etwa 30.000 Einwohner. Die „Turmschule“ (damals 11. Bürgerschule, heute Friedrich-Schiller-Schule) wurde 1905 eingeweiht; 1907 wurde die Feuerwache Nord an der Matthisonstraße in Betrieb genommen.
In den 1920er Jahren und zu Beginn der 1930er Jahre erschlossen Bauträger wie der Spar- und Bauverein Leipzig-Nord in Gohlis neue Flächen für die Errichtung von mehrgeschossigen Wohnhäusern, um den Wohnbedürfnissen der stark angestiegenen Leipziger Bevölkerung Rechnung zu tragen. Im gartenstadtartigen „Philosophenviertel“ (Hegel-, Schopenhauer-, Nietzschestraße usw.) westlich des Eutritzscher Parks wurden hochwertige Einfamilien- und Doppelhäuser erbaut. 1926 wurde das repräsentative Art-déco-Postamt N 22 in der heutigen Sasstraße eingeweiht (davon abgeleitet hatte Gohlis ab 1964 die Postleitzahl 7022).

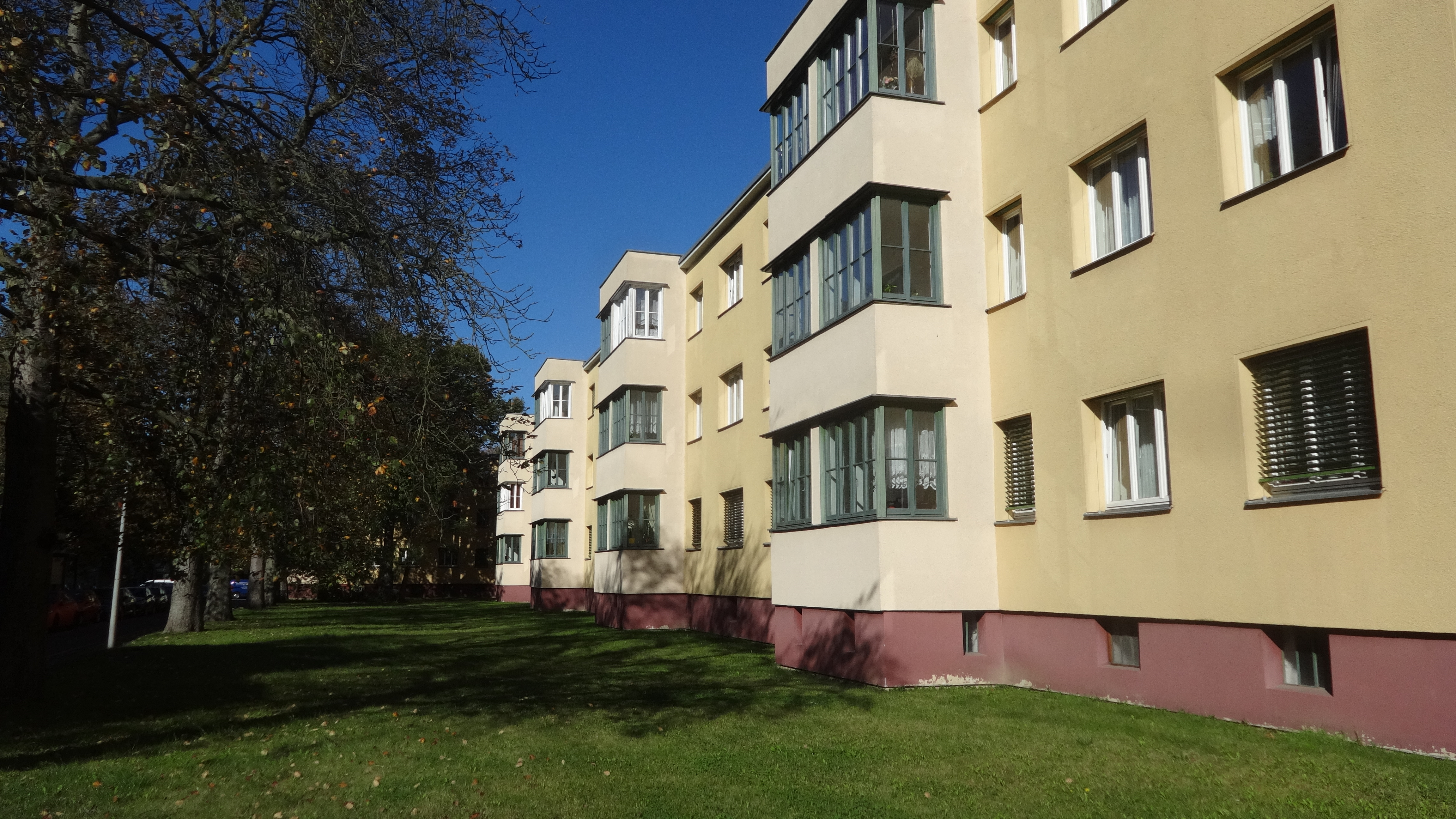
Bauhaus-Stil in der Krochsiedlung

Noch weiter im Norden ließ der Bankier Hans Kroch mit seiner Aktiengesellschaft für Haus- und Grundbesitz ab 1929 die „Wohnstadt Neu-Gohlis“ errichten, eine Siedlung im Stil des Neuen Bauens (Bauhaus-Stil), die heute als Krochsiedlung bekannt ist. Diese war nicht nur in architektonischer Hinsicht fortschrittlich, sondern bot auch für die damalige Zeit äußerst modernen Komfort wie Fernwärme. Geplant und entworfen wurde sie von dem Architekten Paul Mebes. Bis 1930 wurde der erste Bauabschnitt mit 1.018 Wohnungen fertiggestellt. Zur Siedlung gehörten auch Handels- und Versorgungseinrichtungen entlang der Max-Liebermann-Straße, die deshalb „Ladenstraße“ genannt wurde. Die ursprünglich viermal so groß geplante Wohnstadt wurde aber nicht fortgesetzt, zunächst wegen den Auswirkungen der Weltwirtschaftskrise, dann wegen der nationalsozialistischen Machtübernahme, da Kroch als Jude Deutschland verlassen musste. 1933 zählte der Stadtteil Gohlis 54.581 Einwohner.
Durch die Bombenangriffe der Jahre 1943 bis 1945 erlitt Gohlis einige Schäden, war aber insgesamt weniger stark betroffen als andere Leipziger Stadtteile. In der DDR-Zeit ließen Arbeiterwohnungsbaugenossenschaften (AWG) in den 1950er- und 60er-Jahren entlang von Landsberger Straße und Viertelsweg sowie Virchow- und Max-Liebermann-Straße Wohnblöcke mit hunderten Wohnungen errichten. Architekt war Horst Krantz, ein Pionier der „industriellen Fertigungstechnologie“. In den 1980er-Jahren wurde nördlich der Krochsiedlung noch ein Plattenbau-Wohngebiet des Typs WBS 70 mit 440 Wohneinheiten erbaut. Hier siedelten sich vor allem Familien von Militärangehörigen an, was sich im Straßennamen „Straße der NVA“ (heute Sylter Straße) und der umgangssprachlichen Bezeichnung „Stahlhelm-Siedlung“ spiegelte. Unterdessen verfiel die Altbausubstanz der Gründerzeitviertel zusehends. Vor diesem Hintergrund bekam der volkstümliche Spruch „Wem’s zu wohl ist, der geht nach Gohlis“ einen ironischen oder mitleidigen Beiklang.

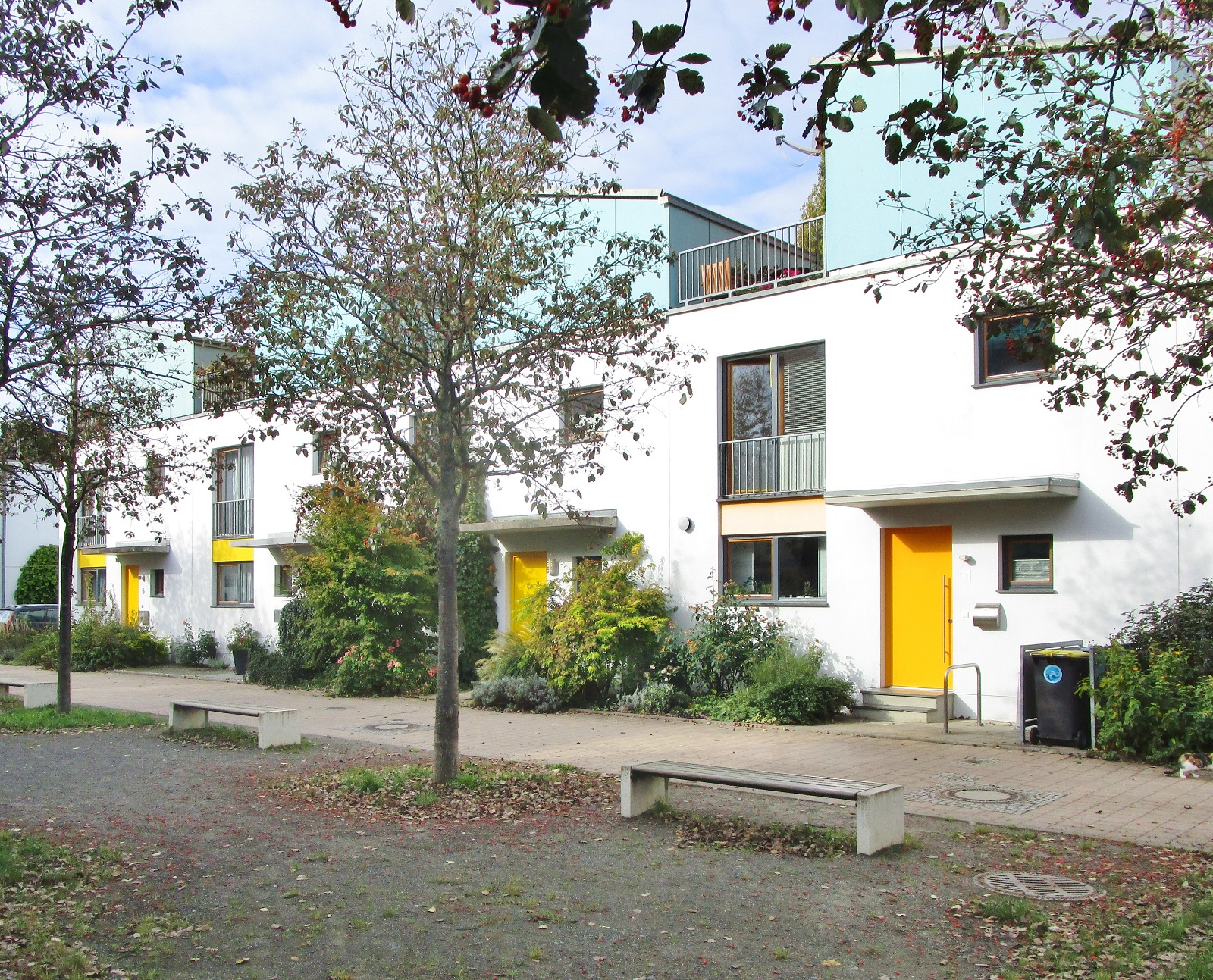
Stadthäuser Schmutzlerstraße

Seit der Stadtgliederung von 1992 gehört der nördliche Teil des ehemaligen Gemeindegebietes (nördlich des Viertelswegs) zum Ortsteil Gohlis-Nord, der mittlere Teil (bis zur Bahnstrecke Leipzig–Großkorbetha) zum Ortsteil Gohlis-Mitte und der südliche Teil mit dem alten Ortskern zum Ortsteil Gohlis-Süd. Kleinere Teile der Gemarkung Gohlis wurden den benachbarten Ortsteilen Möckern und Eutritzsch zugeordnet. In der Nachwendezeit wurde ein Großteil der Altbauten renoviert, vereinzelt kam es auch zu Neubauten, vor allem von Gewerbeflächen wie Gohlis-Arkaden, Gohlis-Center und Gohlis-Park. Auf dem ehemaligen Gelände eines Armeesportplatzes nördlich der Max-Liebermann-Straße entstand ein völlig neues Wohngebiet.
Ein 71 Hektar großes Gebiet erklärte die Leipziger Ratsversammlung 1999 zum Sanierungsgebiet. Mit Städtebaufördermitteln wurde unter anderem das ungewöhnliche Gebäude des UFO Lehmbau Jugendtreffs errichtet. An einigen Standorten wurden Leipziger Stadthäuser gebaut, zunächst in einem Modellprojekt. In den 2010er-Jahren erlebte Gohlis einen neuerlichen Sanierungs- und Neubauboom durch sogenannte Nachverdichtung (Schließung von Baulücken u. ä).

## Wirtschaftsgeschichte

### Gohliser Mühle
Die Gohliser Mühle (Bannmühle) wurde 1390 erstmals urkundlich erwähnt. Als erster bekannter Betreiber ist die Müllerin Katharina belegt († 1392). An der Mühle floss ein Pleißebogen vorbei, welcher bei der Flussregulierung zwischen 1905 und 1913 verschwand. Auf dem Bild ist das Wohnhaus mit Krüppelwalmdach zu sehen, welches später als Gastwirtschaft benutzt wurde. Im Jahre 1877 wurde das Gebäude rechts im Bild auf den Grundmauern der Mühle errichtet. Seit 1857 war August Bleichert, Vater von Adolf Bleichert (Drahtseilbahnfabrikant), der Müller von Gohlis. Der Mühlenbetrieb wurde am 30. Juni 1908 eingestellt. Im Oktober 2006 fiel die Mühle nach Brandstiftung zusammen und war seither eine Ruine. Im November 2009 gab das Leipziger Stadtplanungsamt bekannt, dass die Mühle von der ATRIUM Baubetreuungsgesellschaft mbH in eine Kindertagesstätte des Deutschen Kinderschutzbunds umgebaut werden soll. Weiterhin wurde bis zur Fertigstellung des Baus Ende 2011 Platz für Büros, Praxen und eine Gaststätte geschaffen.

### Gohliser Actien-Brauerei

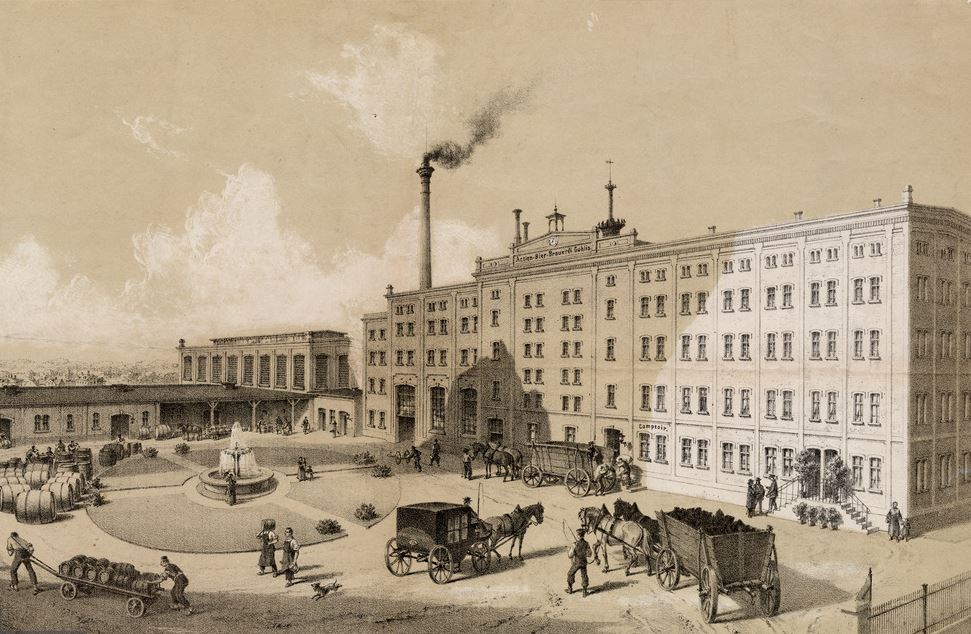
Brauerei um 1872

Im Jahre 1871 wurde an der Halleschen Straße (heute Georg-Schumann-Straße) die Aktienbierbrauerei Gohlis erbaut. Die Brauerei besaß mit dem „Bräustüb'l“ auch einen Ausschank. Die Brauerei wurde 1950 in die Aktienbrauerei Gohlis und im Jahre 1952 in die VEB Brauerei Gohlis umgewandelt. 1956 erfolgte die Angliederung an den VEB Sachsenbräu Leipzig. Ab 1964 firmierte die Brauerei als VEB (K) Sachsenbräu Leipzig, Werk III Gohlis und von 1969 bis 1990 als VEB Sachsenbräu Leipzig, Betriebsteil Gohlis im VEB Getränkekombinat Leipzig. 1972 wurde die Bierproduktion eingestellt. Danach wurden in diesem Betriebsteil Erfrischungsgetränke, unter anderem auch die Lipsona Club Cola hergestellt.
1991 erfolgte die Umfirmierung in Sachsenbräu AG, Betriebsteil Lipsona Erfrischungsgetränke. Im gleichen Jahr wurde der Betrieb geschlossen.
Der Gebäudekomplex der Brauerei wurde 2006 abgerissen; Anfang 2011 wurde dort das Stadtteilzentrum Gohlis mit Bibliothek und Einkaufsmöglichkeiten eröffnet.
Wie auch die Gohliser Mühle wurde im Jahr 2006 das „Braustüb’l“ durch Brandstiftung zerstört und stürzte ein.

### Drahtseilbahnbau Bleichert

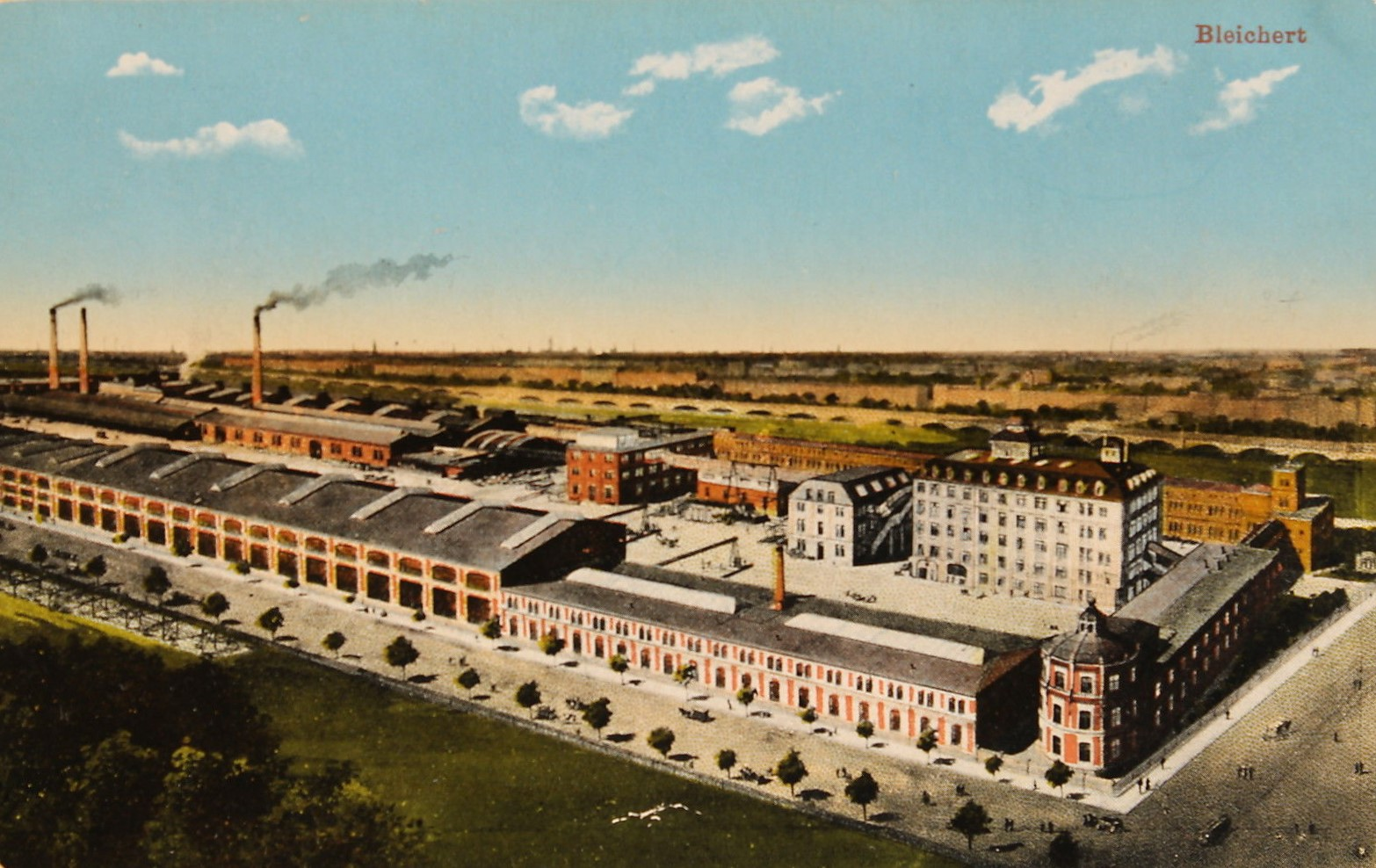
Bleichert & Co. Fabrik Leipzig-Gohlis (1910)

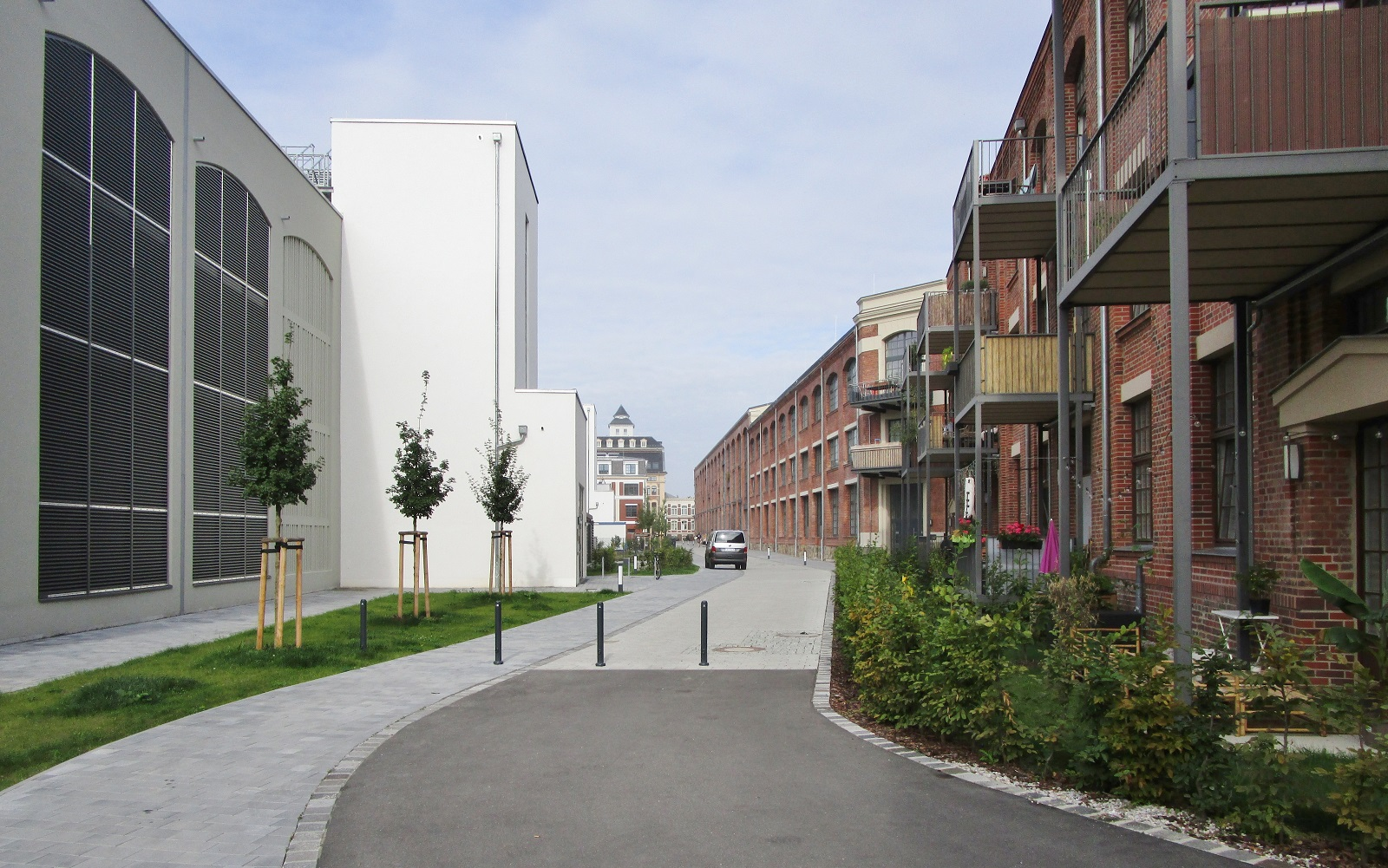
Auf dem ehemaligen Fabrikgelände der Bleichert-Werke (2021)

Eines der bedeutendsten Unternehmen in Gohlis war die Fabrik für Drahtseilbahnen Adolf Bleichert & Co. Sie wurde von Adolf Bleichert 1876 zunächst in Neuschönefeld gegründet, aber 1881 nach Gohlis verlegt, wo sie unmittelbar an der Strecke der Magdeburg-Leipziger Eisenbahn am heutigen S-Bahnhof Gohlis ansässig war. Das Unternehmen war beim Seilbahnbau weltweit führend und brach verschiedene Rekorde. Es produzierte sowohl Seilbahnen für Bergbau und Industrie als auch für touristische Zwecke, z. B. die Tiroler Zugspitzbahn (1926), die Nordkettenbahn und die Predigtstuhlbahn (beide 1927/28).
Nach Ende des Zweiten Weltkriegs wurde die Fabrik in eine Sowjetische Aktiengesellschaft (SAG) umgewandelt und produzierte Kabel- und Autokrane, Verladebrücken, Frässchaufler, Kugelschaufler und Elektrokarren als Reparationsleistungen an die Sowjetunion. 1953 wurde es ein Volkseigener Betrieb unter dem Namen VEB Schwermaschinenbau Verlade- und Transportanlagen bzw. ab 1973 VEB Verlade- und Transportanlagen Leipzig Paul Fröhlich. Dieser war wiederum ab 1985 Stammbetrieb des Maschinenbaukombinats TAKRAF. 1991 wurde der Betrieb in Gohlis eingestellt, die Fabrikhallen standen leer. Von 2014 bis 2021 werden sie von der CG Gruppe unter dem Namen „Gohliser Höfe“ für 80 Millionen Euro zu 234 Wohnungen, 8 Gewerbeflächen, eine Kita mit 90 Plätzen und ein Parkhaus für 280 Autos um- und ausgebaut.
Die 1890/91 errichtete Villa der Familie Bleichert an der Lützowstraße (dem ehemaligen Werksgelände gegenüber) wurde ab 1954 als Betriebs- und Stadtbezirks-Klubhaus „Heinrich Budde“ genutzt (benannt nach einem Leipziger Ingenieur, der Widerstand gegen den Nationalsozialismus leistete). Seit 1993 ist das „Budde-Haus“ ein soziokulturelles Zentrum mit Veranstaltungsräumen und Treffpunkt verschiedener Bürgerinitiativen.

### Stoye Fahrzeugbau
Die Firma Stoye-Fahrzeugbau-Leipzig zog nach der Zerstörung ihres Betriebs am Dösner Weg im Zweiten Weltkrieg 1944 in die Lindenthaler Straße in Gohlis (auf der „Insel“ zwischen den Bahnstrecken nach Wahren und Plagwitz, Nähe Coppiplatz). Sie war der führende Hersteller von Motorrad-Beiwagen in der DDR und produzierte für Awtowelo, Simson, EMW sowie später MZ. Zwischen 1950 und 1990 wurden ca. 150.000 Seitenwagen produziert. Nach der Enteignung Stoyes wurde das Werk 1972 dem VEB Motorradwerk Zschopau angegliedert. Der Betrieb wurde 1990 eingestellt und auf dem Gelände ein Autohaus errichtet.

## Kasernen

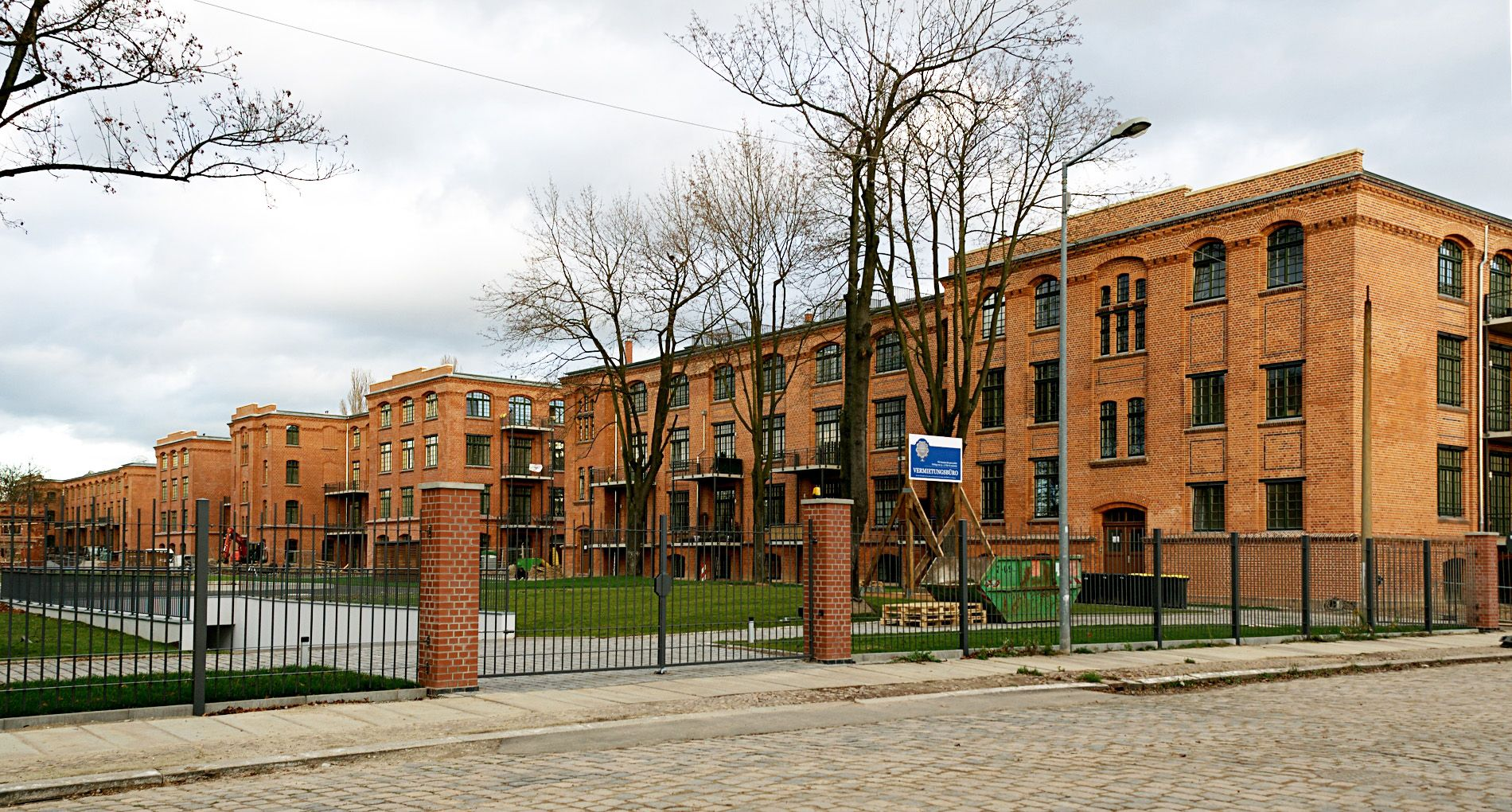
Ehemalige Kaserne am Viertelsweg

In der Zeit des Deutschen Kaiserreichs im späten 19. Jahrhundert wurden in Gohlis und im benachbarten Möckern mehrere Kasernen nebst Heeresbäckerei für die sächsische Armee gebaut. Diese bilden ein ganzes Kasernenviertel mit Backsteinbauten im Gründerzeitstil. Bis 1945 gab es hier Straßennamen wie Garnison-, Heer-, Artillerie-, Jäger- und Ulanenstraße. Heute sind sie nach Personen des militärischen Widerstands gegen den Nationalsozialismus benannt (z. B. Stauffenberg, Witzleben, Ludwig Beck, Tresckow).
Die Kasernen dienten nach 1918 der Reichswehr, Wehrmacht, den sowjetischen/russischen Truppen, der NVA und der Bundeswehr. Letztere nutzt heute nur noch die General-Olbricht-Kaserne, die sich unmittelbar jenseits der Ortsteilgrenze in Möckern befindet. Nach Auflösung der 13. Panzergrenadierdivision im Jahr 2013 zog hier das zentrale Ausbildungskommando des Heeres ein. Die übrigen Kasernen wurden nach Jahren des Leerstands seit ca. 2007 zum Teil zu Wohnanlagen umgebaut. Zum Teil wird das Gelände auch vom Freistaat Sachsen als Erstaufnahmeeinrichtung für Asylbewerber genutzt.

## Bevölkerung
| Jahr | Ortsteil Gohlis-Süd | Ortsteil Gohlis-Mitte | Ortsteil Gohlis-Nord |  | Stadtteil Gohlis |
| ---- | ------------------- | --------------------- | -------------------- |  | ---------------- |
| 2000 | 11.890              | 12.276                | 08.414               |  | 32.580           |
| 2005 | 14.240              | 13.222                | 08.071               |  | 35.533           |
| 2010 | 16.185              | 14.240                | 08.167               |  | 38.592           |
| 2015 | 17.963              | 15.937                | 08.703               |  | 42.603           |
| 2020 | 18.770              | 17.393                | 09.761               |  | 45.924           |
| 2024 | 18.823              | 18.011                | 10.341               |  | 47.175           |

Stand: 31.12. des jeweiligen Jahres
Gohlis-Süd und -Mitte haben eine relativ junge Bevölkerung (Stand: 2017). Die Anteile der 25- bis 40-Jährigen und der Kleinkinder lagen jeweils über dem Leipziger Durchschnitt, der Anteil der Senioren war deutlich unterdurchschnittlich. Umgekehrt verhielt es sich in Gohlis-Nord, das einen Seniorenanteil von über 30 % aufwies (12,5 % waren sogar über 80 Jahre alt), während die Altersgruppen zwischen 20 und 50 Jahren unterrepräsentiert waren. In Gohlis-Süd gibt es zudem einen hohen Akademikeranteil: 61 % der Bewohner hatten Abitur, 44 % einen Universitäts- oder Hochschulabschluss. Die Kriminalitätsrate lag in Gohlis-Süd mit 121 registrierten Straftaten pro 1000 Einwohner etwas unter dem Leipziger Durchschnitt, in Gohlis-Mitte und -Nord deutlich darunter (66 bzw. 60).

## Politik
Bei den Wahlen zum Sächsischen Landtag gehören die Ortsteile Gohlis-Süd, Gohlis-Mitte und Gohlis-Nord zum Wahlkreis Leipzig 3, bei Bundestagswahlen zum Bundestagswahlkreis Leipzig I (Wahlkreis 152).
Die Bundestagswahl 2021 führte zu folgendem Zweitstimmenergebnis:
| Partei                | Gohlis-Süd | Gohlis-Mitte | Gohlis-Nord |  | Stadt Leipzig |
| --------------------- | ---------- | ------------ | ----------- |  | ------------- |
| Bündnis 90/Die Grünen | 23,5 %     | 19,8 %       | 10,3 %      |  | 18,5 %        |
| SPD                   | 20,9 %     | 22,4 %       | 26,0 %      |  | 20,9 %        |
| CDU                   | 13,5 %     | 13,7 %       | 15,9 %      |  | 14,0 %        |
| FDP                   | 12,3 %     | 12,4 %       | 10,2 %      |  | 10,1 %        |
| AfD                   | 10,3 %     | 10,6 %       | 17,5 %      |  | 13,3 %        |
| Die Linke             | 09,9 %     | 11,1 %       | 10,4 %      |  | 13,7 %        |
| Sonstige              | 09,7 %     | 09,9 %       | 09,7 %      |  | 09,5 %        |

## Sakralbauten

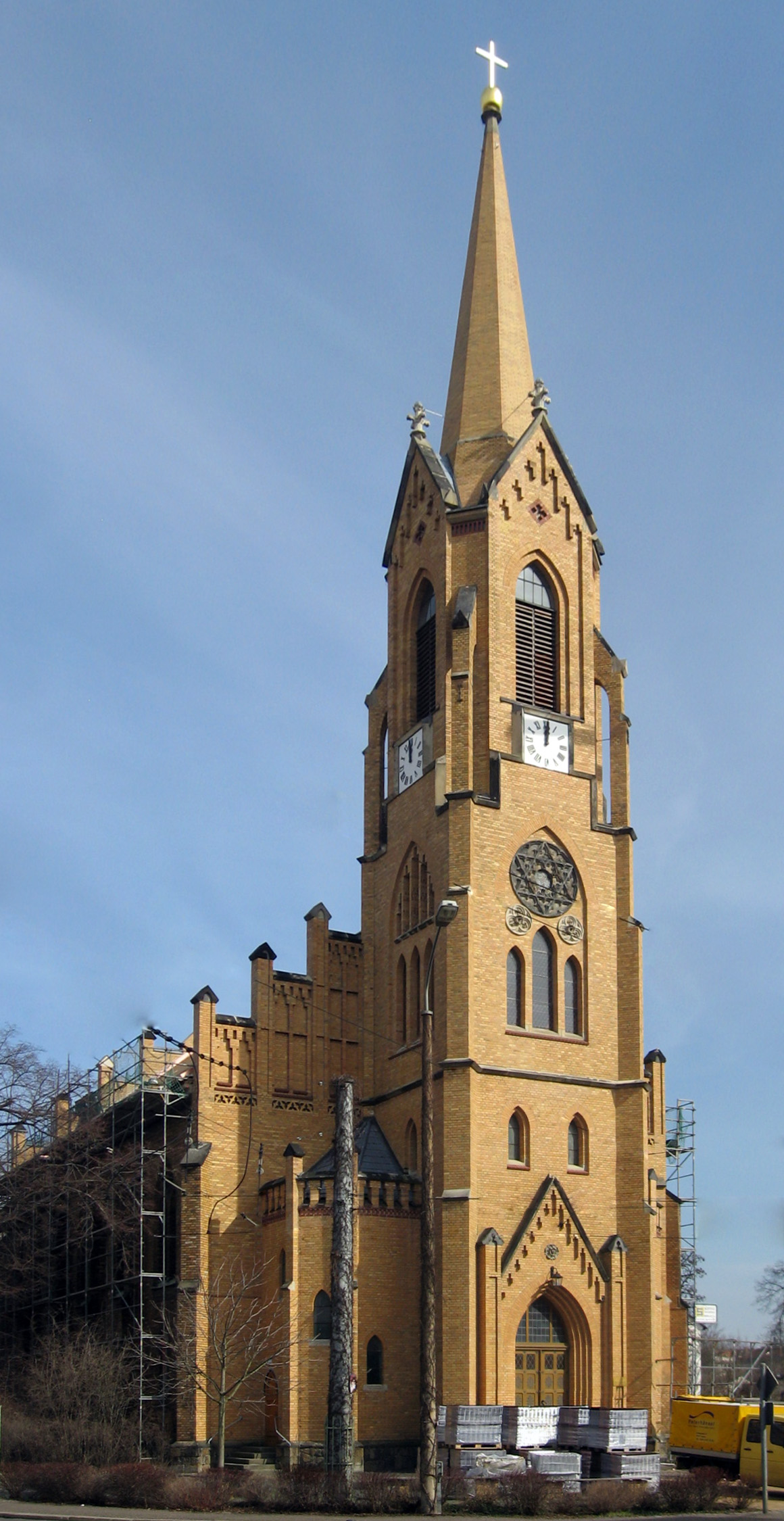
Evangelische Friedenskirche

Evangelisch-lutherische Friedenskirche
Im Jahr 1870 wurde Gohlis, das bis dahin zur Kirchgemeinde Eutritzsch gehörte, eine eigene evangelisch-lutherische Kirchgemeinde. Der Architekt Hugo Altendorff entwarf die neugotische Friedenskirche entsprechend dem Eisenacher Regulativ. Der Bau begann 1871, zum Reformationstag 1873 wurde sie geweiht. Im Zweiten Weltkrieg erhielt die Kirche Bombentreffer und büßte dadurch eine Seitenkapelle ein. Die Gohliser evangelische Kirchgemeinde wurde 1999 mit der Gemeinde der Michaeliskirche der benachbarten Nordvorstadt fusioniert. 2012 spendete die Gemeinde eine nicht mehr benötigte Glocke für den Gundorfer Friedhof. Ab 2009 wurde die Friedenskirche saniert, 2016 bekam sie eine neue Bronzeglocke – die Friedensglocke. Seit 2016 wird sie als Jugendkirche vom Evangelischen Jugendpfarramt Leipzig genutzt

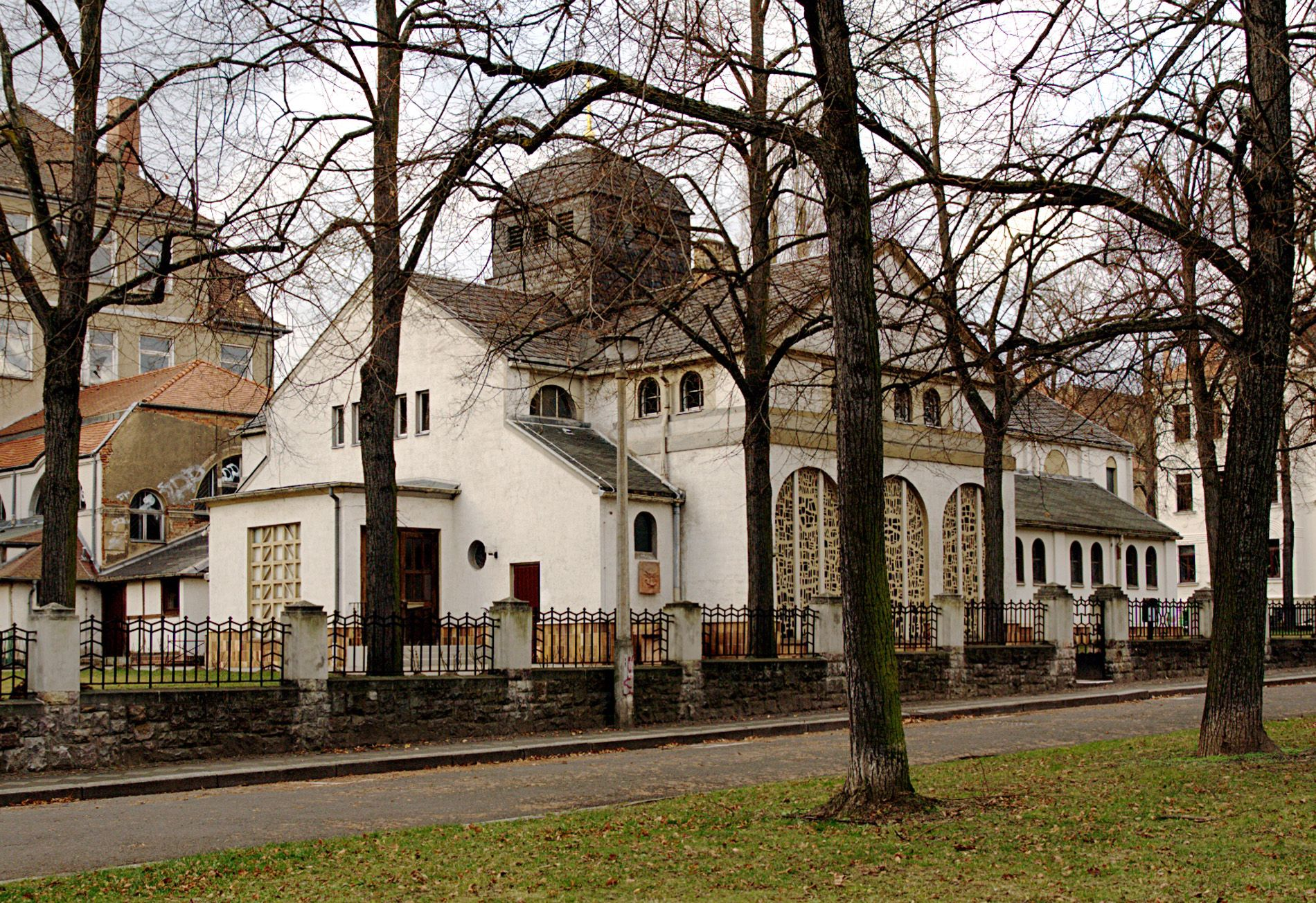
Katholische St.-Georgs-Kirche
Durch die Industrialisierung des Stadtteils siedelten sich auch viele Katholiken in Gohlis an. Sie erbauten 1909–1910 eine eigene Schule, an deren Turnsaal ein Kapellenraum angebaut wurde (geweiht 1910). Nach dem Ersten Weltkrieg folgte der Kirchenbau. Die im Jahr 1923 fertiggestellte Akademiker-Gedächtniskirche St. Georg fiel aufgrund des durch die Inflation eingetretenen Geldmangels viel kleiner aus, als sie 1909 ursprünglich von dem Leipziger Architekten Clemens Lohmer geplant war. Ebenfalls 1923 wurde St. Georg in Gohlis von dem Meißner Bischof Christian Schreiber zur eigenständigen Pfarrei erhoben. Die katholische Schule wurde 1934 von den Nazis enteignet. Bei den Bombenangriffen im Dezember 1943 und im Juli 1944 wurde die Kirche beschädigt, aber in kurzer Zeit wiederhergestellt. Wegen der Liturgiereform erfolgte von 1967 bis 1983 der Umbau der Kirche. Erhalten sind die von Akademikerverbänden gestifteten Ausstattungsstücke, so der Georgsaltar (vom CV), der Marienaltar (vom KV) und das den auferstandenen Jesus zeigende Gefallenendenkmal (vom UV). In den Fenstern sind die Buchstaben dieser Verbände zu erkennen.

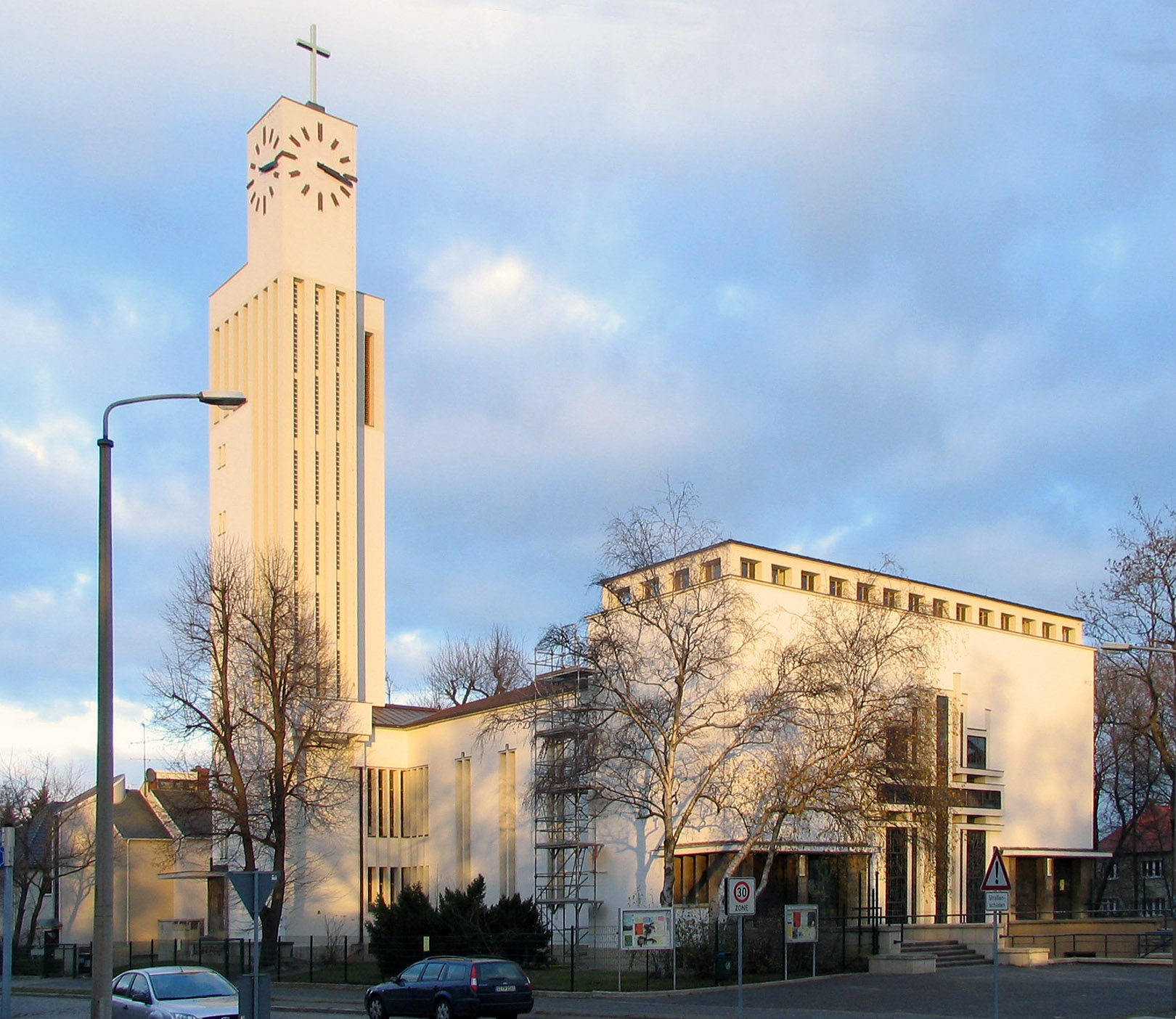
Evangelische Versöhnungskirche

Evangelisch-lutherische Versöhnungskirche
Der jüngste Sakralbau des Stadtteils ist die 1932 eingeweihte Versöhnungskirche. Sie ist einer der wenigen bedeutenden Kirchenbauten der Klassischen Moderne in Deutschland und wurde nach einem Entwurf von Hans Heinrich Grotjahn im Stil der Neuen Sachlichkeit in Stahlbetonskelettbauweise ausgeführt. Die Versöhnungskirche war gedacht als Mittelpunkt einer Wohnstadt, deren erste Bauetappe, die Krochsiedlung, 1929/1930 in Gohlis-Nord realisiert wurde. Der Künstler M. Alf Brumme, der sein Atelier in Gohlis hatte, schuf die vier Meter hohe Christusstatue, das Altarkruzifix sowie ein den Krieg anklagendes Triptychon und entwarf das liturgische Gerät.
Evangelisch-methodistische Bethesda-Kirche
1930 weihte die evangelisch-methodistische Bethesda-Gemeinde ihr Gebäude ein, das Kirche, Gemeinderäume und Wohnräume vereinigt.
Synagoge
1922 erhielt Gohlis auch eine kleine Synagoge, die nur 16 Jahre bis zur Reichspogromnacht existierte.
Moscheebau-Projekt
Seit 2013 plant die Ahmadiyya-Gemeinde den Bau einer Moschee an der Georg-Schumann-Straße. 2015 gab es dazu einen Architektenwettbewerb, 2021 wurde die Baugenehmigung erteilt.

## Verkehr
Im Stadtteil befinden sich die S-Bahnhöfe Gohlis und Coppiplatz, die von den Linien S1, S3 und S10 der S-Bahn Mitteldeutschland bedient werden. Die Straßenbahnlinien 4 (Endhaltestelle Gohlis, Landsberger Straße) und 12 (Gohlis-Nord) führen parallel zueinander in nord-südlicher Richtung durch Gohlis. Sie werden an der Georg-Schumann-Straße von den nordwest-südöstlich verlaufenden Linien 10 und 11 gekreuzt. Alle genannten Linien verbinden Gohlis mit der Leipziger Innenstadt. Die Buslinien 80 und 90 stellen in hoher Taktdichte Querverbindungen zu den östlichen und nordwestlichen Stadtteilen her. Stark frequentierte Achsen des motorisierten Individualverkehrs sind die Max-Liebermann-Straße (Teil des Mittleren Rings und der Bundesstraße 6), die Georg-Schumann-Straße, Platnerstraße, Lindenthaler/Landsberger Straße sowie die Lützow-/Virchowstraße.

## Schulen

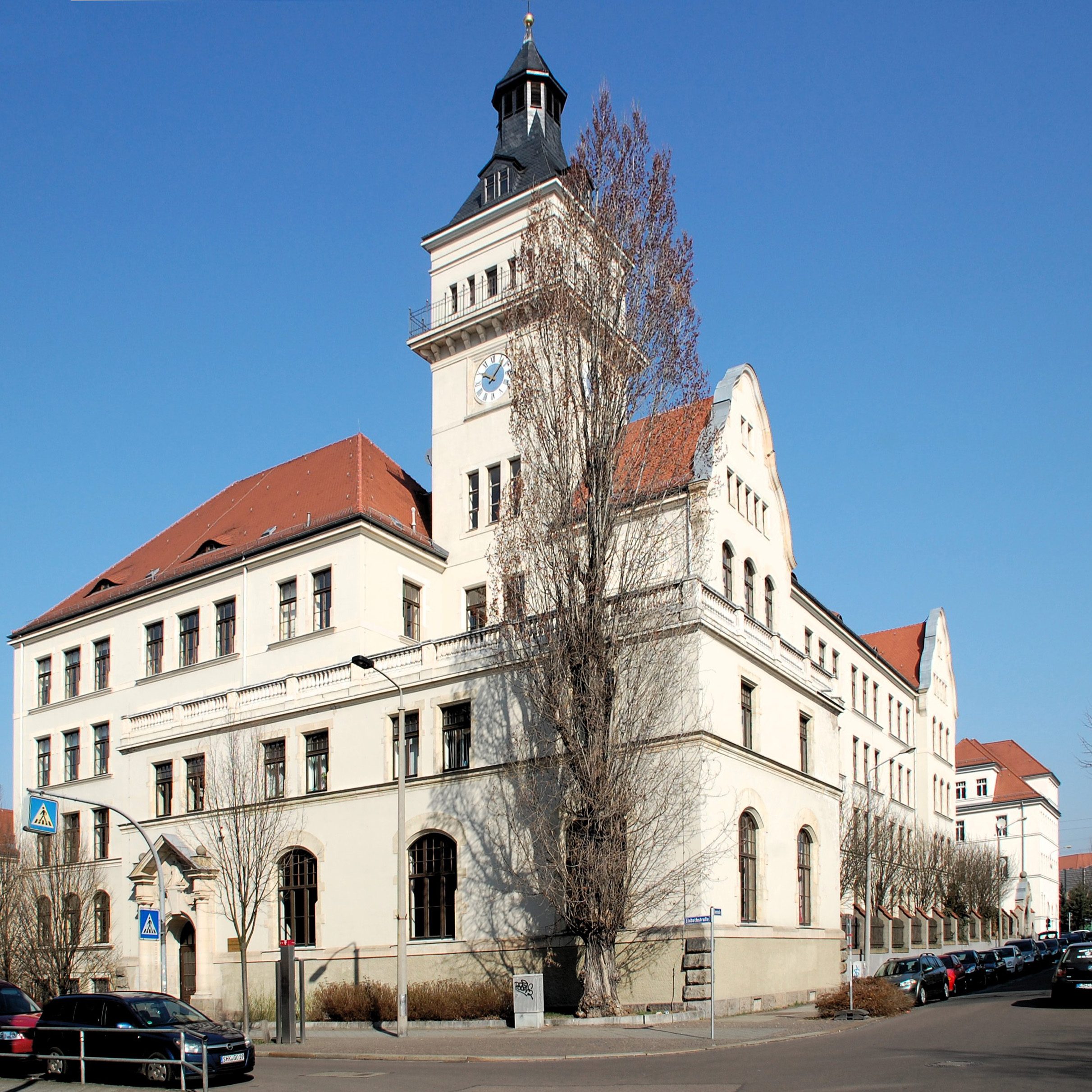
Friedrich-Schiller-Schule

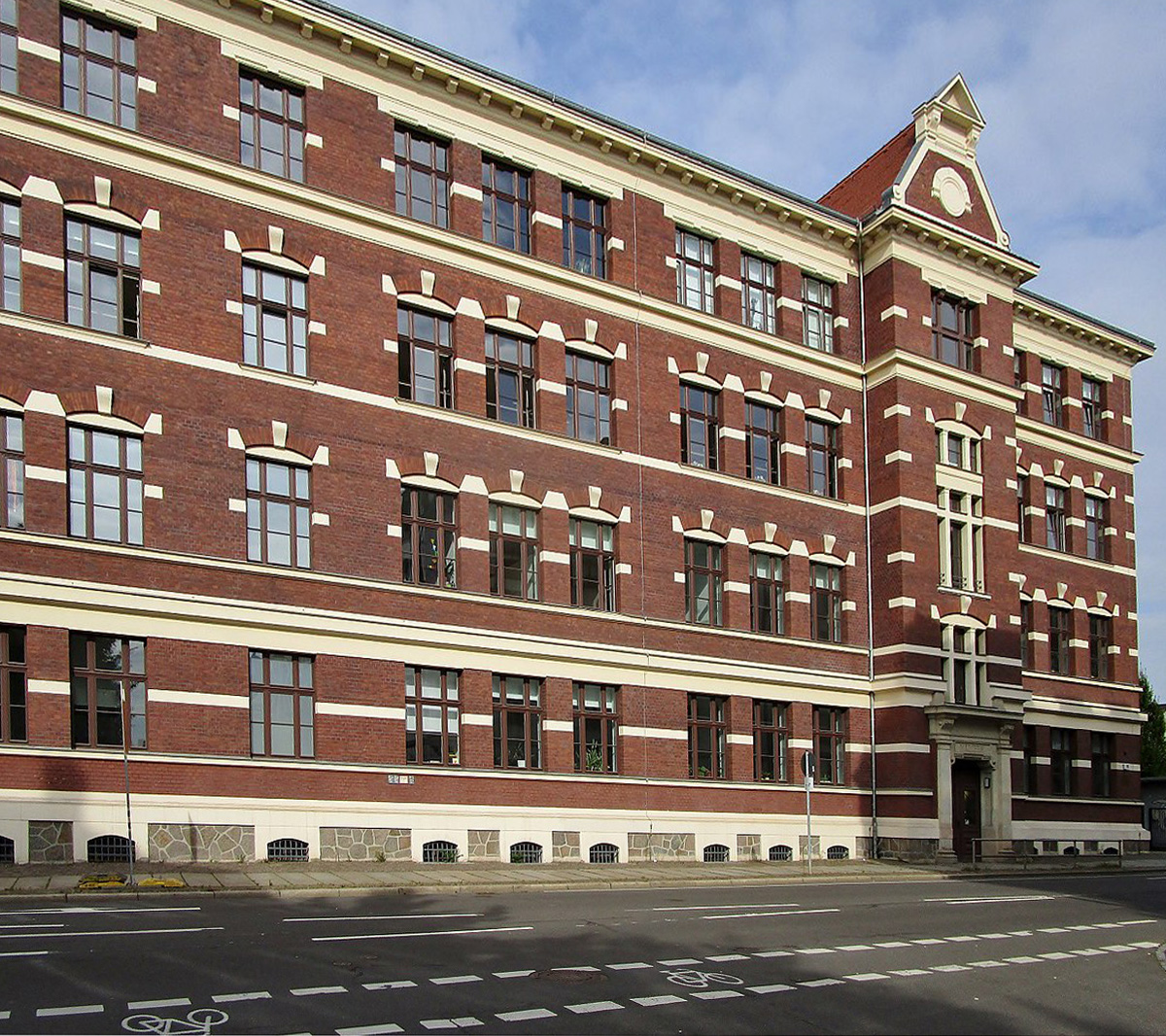
68. Oberschule an der Breitenfelder Straße

Am 20. Januar 1874 wurde in Gohlis das zu dieser Zeit angeblich modernste Schulgebäude in Deutschland eingeweiht, zu dem die betreffende Quelle weder einen Namen noch einen genauen Standort nennt. Es war mit Schulbänken ausgestattet, die von Ernst Kunze aus Chemnitz entworfen und von dem Orthopäden Carl Hermann Schildbach empfohlen worden waren. Darüber hinaus war die Schule vollständig nach Grundsätzen gebaut, die der Mediziner Karl Heinrich Reclam in seinem Buch der vernünftigen Lebensweise beschrieben hatte:
1. Freie Lage des Schulhauses an einem ruhigen Ort, nach Norden von einem geräumigen „Turnplatz“ und nach Süden von einer Art „botanischem Garten“ mit einheimischen Bäumen und Sträuchern umgeben.
2. Hohe und große Klassenzimmer von mindestens 12 Fuß (ca. 3,75 m) Höhe, die durch große Fenster gut beleuchtet sind.
3. Lage der Klassenzimmer nach Norden zur Vermeidung von Störungen durch wechselnde Sonneneinstrahlung bzw. Betätigung von Rouleaux.
4. Breite Korridore (von 11 Fuß Breite; etwa 3,50 m).
5. Zentralheizung und Ventilation im gesamten Haus.
6. Außerhalb des Hauses befindliche Toiletten, die durch einen überdachten Verbindungsgang erreichbar sind.

Heute gibt es in Gohlis insgesamt sechs Grundschulen, vier Oberschulen, ein Gymnasium und ein Förderzentrum:
Gohlis-Süd
- Erich-Kästner-Schule (Grundschule)
- Schule Erfurter Straße (Grundschule)
- Geschwister-Scholl-Schule (Grundschule)
- Aktive Schule Leipzig (Grund- und Oberschule in freier Trägerschaft)
- 68. Schule (Oberschule; ehem. Gebäude der Hans-und-Hilde-Coppi-Schule)
- Oberschule Gohlis (in freier Trägerschaft)
- Friedrich-Schiller-Schule (Gymnasium)

Gohlis-Mitte
- 35. Schule (Oberschule)

Gohlis-Nord
- Hans-Kroch-Schule (Grundschule)
- Karl-Liebknecht-Schule (Grundschule)
- Johann-Heinrich-Pestalozzi-Schule (Förderzentrum mit dem Förderschwerpunkt Lernen)

## Sport

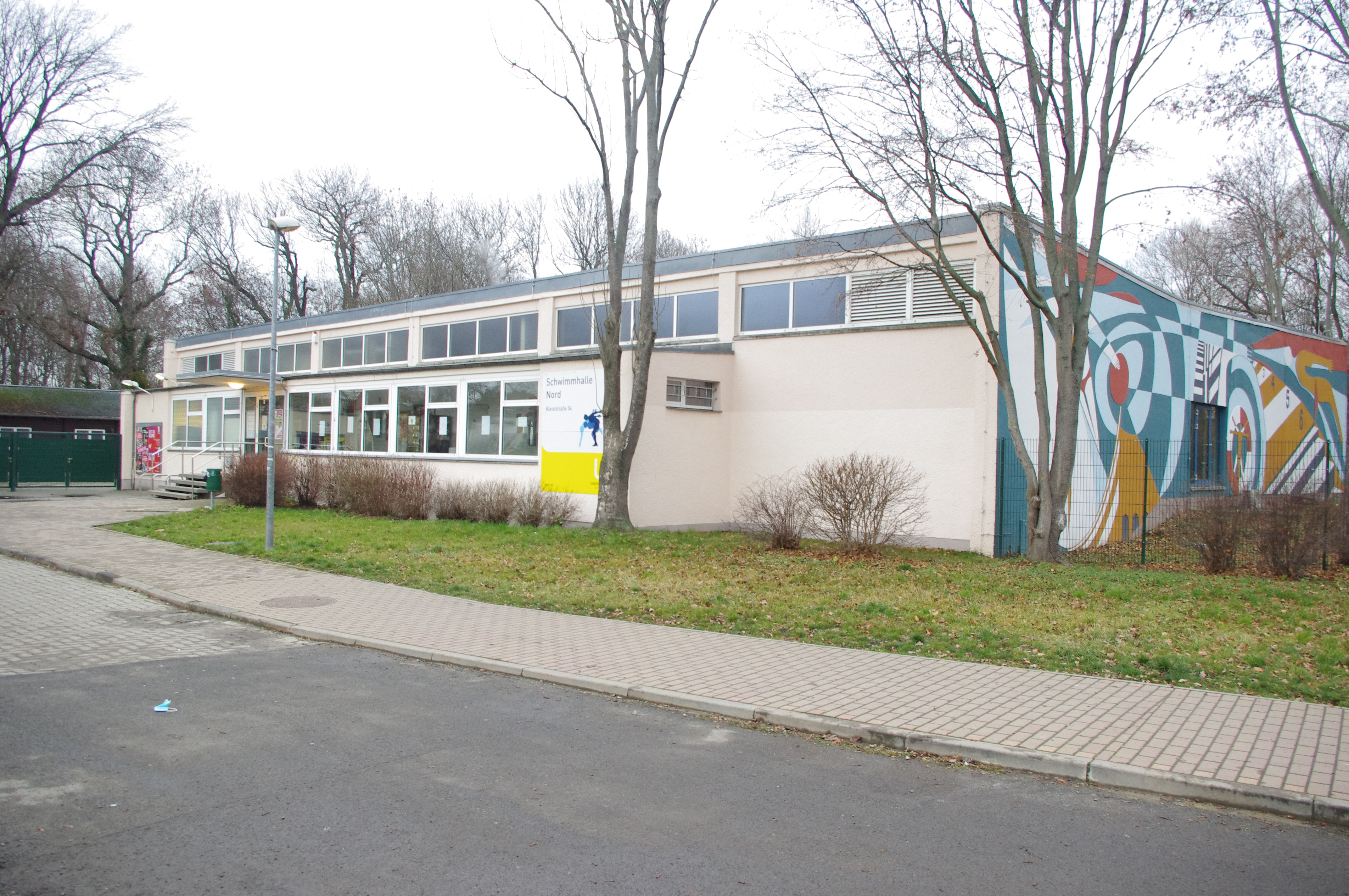
Schwimmhalle Nord

In Gohlis haben die SG Olympia 1896 Leipzig und SG Motor Gohlis-Nord („MoGoNo“) ihren Sitz. Erstere betreibt den Sportplatz Mühlwiese am Rand des Rosentals in Gohlis-Süd; Heimstätte der letzteren ist das Stadion des Friedens in Gohlis-Nord. Motor Gohlis-Nord steht in der Tradition des SC Wacker Leipzig, der von 1895 bis 1945 bestand. Wacker und Olympia gehörten zu den Gründungsvereinen des DFB. Auf den SC Wacker geht auch das Wackerbad zurück – ein Freibad neben dem Stadion des Friedens, das 2019 wegen Sanierungsbedarf geschlossen wurde. In Gohlis befinden sich zwei Hallenbäder der stadteigenen Sportbäder Leipzig GmbH (siehe Liste der Schwimmbäder in Leipzig): die Schwimmhalle Nord am Arthur-Bretschneider-Park (unmittelbar an der Ortsteilgrenze zu Eutritzsch) und die Schwimmhalle Mitte an der Kirschbergstraße in Gohlis-Süd. Im Grenzbereich zwischen Gohlis und Möckern spielte in den Jahren zwischen 1950 und 1991 der Armeeclub Vorwärts Leipzig im Vorwärts-Stadion. Der an die NVA angegliederte Verein spielte zwei Spielzeiten DDR-Oberliga, viele Jahre (Zweite) Liga und wich später häufiger ins Stadion des Friedens aus.

## Persönlichkeiten

### Söhne und Töchter des Ortes
- Karl Wittgenstein (1847–1913), Unternehmer in Österreich-Ungarn
- Gustav Kuntzsch (1848–1919), Holzbildhauer
- Max Kuntzsch (1851–1919), Imker und Bienenforscher
- Arthur Meiner (1865–1952), Verleger
- Richard Illge (1868–1948), Politiker, Mitglied des Sächsischen Landtags
- Martin Seydel (1871–1934), Musikwissenschaftler, Stimmbildner und Philosoph
- Hans Friedrich (1887–1967), Maler und Illustrator
- Johannes Grosse (1890–1977), Lehrer und evangelischer Pfarrer
- Therese Walther-Visino (1898–1981), Musikpädagogin und Naive Malerin
- Herbert Thiele (1907–1940), Kommunist und Widerstandskämpfer gegen das NS-Regime[37]
- Rudi Opitz (1908–1939), Fotograf und Chemigraf, Gegner und Opfer des Nationalsozialismus[38]
- Hans Lubsczyk (1911–2008), katholischer Theologe und Exeget[39]
- Hans Bleckwenn (1912–1990), Arzt und Militärhistoriker[40]
- Hans Joachim Neidhardt (1925–2024), Kunsthistoriker und Museumskustos[41]
- Christian Kunert (* 1952), Liedermacher und Musiker[42]

### Mit Gohlis verbundene Persönlichkeiten

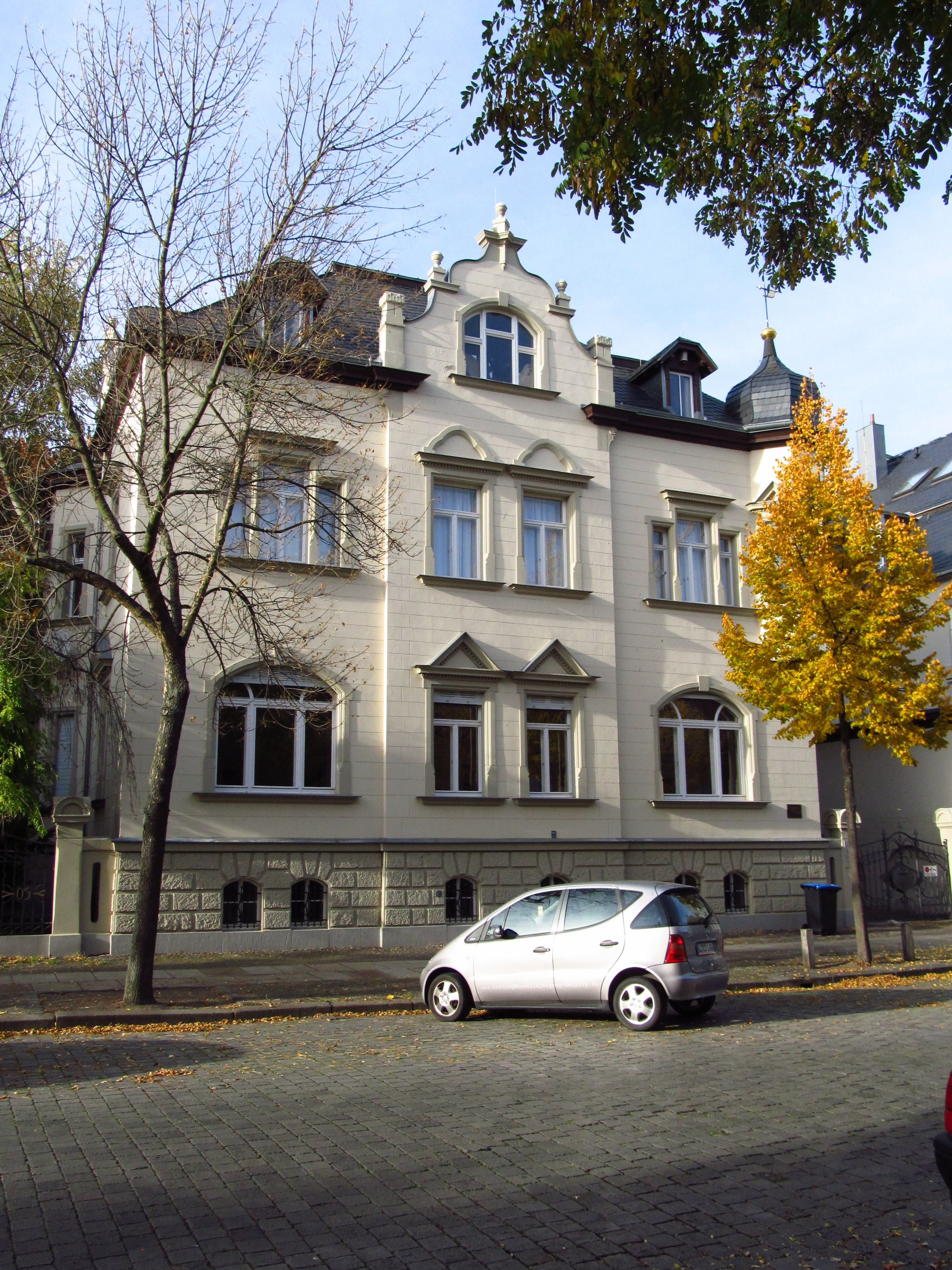
Villa Tübke in der Springerstraße

- Michael Heinrich Horn (1623–1681), Chemiker, Erb-, Lehn- und Gerichtsherr in Gohlis
- Lüder Mencke (1658–1726), Jurist, lebte in Gohlis
- Johann Caspar Richter (1708–1770), Kaufmann und Ratsherr, lebte in Gohlis
- Johann Gottlob Böhme (1717–1780), Historiker, Besitzer des Gohliser Schlösschens[43]
- Friedrich Schiller (1759–1805), Dichter, lebte 1785 im heutigen Schillerhaus[44]
- Carl Friedrich Wilhelm Berg (1793–1825), Landwirt, Gutsbesitzer in Gohlis
- Adolf Bleichert (1845–1901), Gründer der Fabrik für Drahtseilbahnen in Gohlis[45]
- Julius Wilhelm von Pittler (1854–1910), Unternehmer, Hersteller von Näh- und Stickmaschinen in Gohlis
- Nathan Söderblom (1866–1931), evangelischer Theologe, lebte 1913/14 in Gohlis[46]
- Hans Kroch (1887–1970), Bankier, Finanzier der Krochsiedlung in Gohlis[47]
- Max Alfred Brumme (1891–1967), Bildhauer und Maler, lebte in Gohlis[48]
- Max Schwimmer (1895–1960), Maler und Graphiker, lebte in Gohlis[49]
- Georg Maurer (1907–1971), Schriftsteller, lebte in Gohlis[50]
- Helmut Schreiber (1925–1995), Schauspieler, lebte in Gohlis
- Erich Loest (1926–2013), Schriftsteller, lebte in Gohlis
- Werner Tübke (1929–2004), Maler und Graphiker, lebte in Gohlis[51]
- Maximilian Schmidt (* 1994), Drogenhändler, in Gohlis aufgewachsen